# Список декабристов
Высочайшим манифестом от 1 июня 1826 года был сформирован Верховный уголовный суд для суждения и вынесения приговора над участниками военного мятежа в декабре 1825 года в Санкт-Петербурге. Суд рассмотрел донесения следственной комиссии с подробными сведениями о каждом подсудимом и сформировал из своей среды ревизионную комиссию для проверки следствия и выяснения новых обстоятельств дела.
Ревизионная комиссия, под руководством Сперанского, проверив деятельность следствия и рассмотрев дела всех подсудимых, выработала 11 разрядов преступлений и сделала предварительное разделение подсудимых по разрядам, поставив пятерых подсудимых, по тяжести вины, вне разрядов, и не определив разряды для четверых подсудимых, не признавших своей вины.
Верховный уголовный суд, после обсуждения выводов ревизионной комиссии, определил меру наказания для каждого разряда и несколько изменил разделение подсудимых по разрядам. В заключение своей деятельности суд постановил приговоры о каждом подсудимом, которые и были представлены на Высочайшее утверждение.
Всего Верховному уголовному суду был предан 121 человек. 117 из них в ходе следствия подписали собственноручное признание в совершённых преступлениях. 4 человека (Тургенев, князь Шаховской, Цебриков и Горский), «коих вины утверждаются обстоятельствами без собственного их сознания», не признали своей вины. При этом трое из них были приговорены с отнесением к соответствующим разрядам, а последний (Горский) не вошёл ни в один разряд и не был осуждён, о чём был составлен особый протокол суда.

## Роспись Государственным преступникам, приговором Верховного Уголовного Суда осуждаемых к разным казням и наказаниям
Компиляция по документам, опубликованным в Полном собрании законов Российской империи (ПСЗРИ, Собрание 2-е, Том I, № 464, 465, 548, 549). Таблица не является «один-в-один» копией документов.

### Вне разрядов
I. Государственные преступники, осуждаемые к смертной казни четвертованием.
| № | Портрет | Имена                                                                         | деятельность | наказания |
| - | ------- | ----------------------------------------------------------------------------- | --- | --- |
| 1 |         | Пестель, Павел Иванович, полковник Вятского пехотного полка                   | Имел умысел на Цареубийство; изыскивал к тому средства, избирал и назначал лица для его совершения; умышлял на истребление Императорской Фамилии… и возбуждал к тому других; учреждал и с неограниченною властию управлял Южным Тайным Обществом… составлял планы, уставы, конституцию; возбуждал и приуготовлял к бунту… участвовал в умысле отторжения областей от Империи, и принимал деятельные меры к распространению общества… | Вместо мучительной смертной казни четвертованием, приговором Суда определённой, за его тяжкие злодеяния повесить. |
| 2 |         | Рылеев, Кондратий Фёдорович, отставной подпоручик                             | Умышлял на Цареубийство; назначал к совершению онаго лица, умышлял на лишение свободы, на изгнание и на истребление Императорской Фамилии… усилил деятельность Северного Общества; управлял оным, приуготовлял способы к бунту, составлял планы… приуготовлял главные средства к мятежу и начальствовал в оных; возбуждал к мятежу нижних чинов… во время мятежа сам приходил на площадь… | Вместо мучительной смертной казни четвертованием, приговором Суда определённой, за его тяжкие злодеяния повесить. |
| 3 |         | Муравьёв-Апостол, Сергей Иванович, подполковник Черниговского пехотного полка | Имел умысел на Цареубийство; изыскивал средства, избирал и назначал к тому других; соглашаясь на изгнание Императорской Фамилии, требовал в особенности убиения Цесаревича… имел умысел на лишение свободы Государя Императора; участвовал в управлении Южным Тайным Обществом во всём пространстве его замыслов… возбуждал других… к бунту; участвовал в умысле отторжения Областей от Империи; принимал деятельнейшие меры к распространению общества… лично действовал в мятеже с готовностию пролития крови; возбуждал солдат; освобождал колодников, подкупил даже Священника к чтению пред рядами бунтующих лже-катехизиса, им составленного, и взят с оружием в руках. | Вместо мучительной смертной казни четвертованием, приговором Суда определённой, за его тяжкие злодеяния повесить. |
| 4 |         | Бестужев-Рюмин Михаил Павлович, подпоручик Полтавского пехотного полка        | Имел умысел на Цареубийство, изыскивал к тому средства; сам вызывался на убийство блаженной памяти Государя Императора и ныне Царствующего Государя Императора… имел умысел на истребление Императорской Фамилии… имел умысел на изгнание Императорской Фамилии… участвовал в управлении Южного Общества; присоединил к оному Славянское… возбуждал и приуготовлял к бунту… составлял умысел на отторжение областей от Империи… принимал деятельнейшие меры к распространению общества… лично действовал в мятеже с готовностию пролития крови, возбуждал офицеров и солдат к бунту, и взят с оружием в руках.                                                                | Вместо мучительной смертной казни четвертованием, приговором Суда определённой, за его тяжкие злодеяния повесить. |
| 5 |         | Каховский, Пётр Григорьевич, отставной поручик                                | Умышлял на Цареубийство и истребление всей Императорской Фамилии, и быв предназначен посягнуть на жизнь ныне Царствующего Государя Императора, не отрёкся от сего избрания… участвовал в распространении бунта привлечением многих членов; лично действовал в мятеже; возбуждал нижних чинов, и сам нанёс смертельный удар графу Милорадовичу и полковнику Стюрлеру, и ранил свитского офицера. | Вместо мучительной смертной казни четвертованием, приговором Суда определённой, за его тяжкие злодеяния повесить. |

### Первый разряд
II. Государственные преступники первого разряда, осуждаемые к смертной казни отсечением головы.
| №       | Портрет | Имена преступников                                                                          | Главные виды преступления | 1-е смягчение наказания | 2-е смягчение наказания                                                        |
| ------- | ------- | ------------------------------------------------------------------------------------------- | --- | --- | ------------------------------------------------------------------------------ |
| 1 (6)   |         | Князь Трубецкой, Сергей Петрович, полковник                                                 | Умышлял на Цареубийство… предлагал лишение свободы Императора и Императорской Фамилии… управлял Северным тайным обществом… согласился именоваться главою и предводителем воинского мятежа, хотя в нём лично и не действовал.                                                                            | Даровать жизнь, по лишении чинов и дворянства, сослать вечно в каторжную работу.                                                                                             | Оставить в каторжной работе 20 лет, после чего обратить на поселение в Сибири. |
| 2 (7)   |         | Князь Оболенский, Евгений Петрович, поручик лейб-гвардии Финляндского полка                 | Участвовал в умысле на Цареубийство… установил вместе с другими тайное Северное Общество; управлял оным… приготовлял главные средства к мятежу, лично действовал в оных оружием с пролитием крови, ранив штыком графа Милорадовича; возбуждал других и принял на себя в мятеже начальство.              | Даровать жизнь, по лишении чинов и дворянства, сослать вечно в каторжную работу.                                                                                             | Оставить в каторжной работе 20 лет, после чего обратить на поселение в Сибири. |
| 3 (8)   |         | Муравьёв-Апостол, Матвей Иванович, отставной подполковник Полтавского пехотного полка       | Имел умысел на Цареубийство и готовился сам к совершению онаго; участвовал в восстановлении деятельности Северного общества, и знал умыслы Южного… действовал в мятеже, и взят с оружием в руках. | Даровать жизнь, по лишении чинов и дворянства, сослать в каторжную работу на 20 лет и потом на поселение, по уважению совершенного и чистосердечного раскаяния.              | Оставить в каторжной работе 15 лет, после чего обратить на поселение в Сибири. |
| 4 (9)   |         | Борисов, Пётр Иванович (Пётр Борисов 2-й), подпоручик 8-й артиллерийской бригады            | Умышлял на Цареубийство, вызывался сам, дал клятву на совершение онаго, и умышлял на лишение свободы Его Высочества Цесаревича; учредил и управлял тайным обществом… приуготовлял способы… действовал возбуждением нижних чинов к мятежу.                                                               | Даровать жизнь, по лишении чинов и дворянства, сослать вечно в каторжную работу.                                                                                             | Оставить в каторжной работе 20 лет, после чего обратить на поселение в Сибири. |
| 5 (10)  |         | Борисов, Андрей Иванович (Андрей Борисов 1-й), отставной подпоручик                         | Умышлял на Цареубийство… учреждал и управлял тайным обществом… действовал возбуждением нижних чинов к мятежу… | Даровать жизнь, по лишении чинов и дворянства, сослать вечно в каторжную работу.                                                                                             | Оставить в каторжной работе 20 лет, после чего обратить на поселение в Сибири. |
| 6 (11)  |         | Горбачевский, Иван Иванович, подпоручик 8-й артиллерийской бригады                          | Умышлял на Цареубийство; обещался с клятвою произвести сие злодеяние… участвовал в управлении тайным обществом; возбуждал и подготавливал к бунту нижних чинов… возбуждал нижних чинов к мятежу… | Даровать жизнь, по лишении чинов и дворянства, сослать вечно в каторжную работу.                                                                                             | Оставить в каторжной работе 20 лет, после чего обратить на поселение в Сибири. |
| 7 (12)  |         | Спиридов, Михаил Матвеевич, майор Пензенского пехотного полка                               | Умышлял на Цареубийство; вызывался сам, дав клятву… участвовал в управлении Славянским обществом… возбуждал нижних чинов… | Даровать жизнь, по лишении чинов и дворянства, сослать вечно в каторжную работу.                                                                                             | Оставить в каторжной работе 20 лет, после чего обратить на поселение в Сибири. |
| 8 (13)  |         | Князь Барятинский, Александр Петрович, штабс-ротмистр лейб-гвардии Гусарского полка         | Умышлял на Цареубийство… участвовал в управлении тайного общества и старался распространять оное… знал о приуготовлении к мятежу… | Даровать жизнь, по лишении чинов и дворянства, сослать вечно в каторжную работу.                                                                                             | Оставить в каторжной работе 20 лет, после чего обратить на поселение в Сибири. |
| 9 (14)  |         | Кюхельбекер, Вильгельм Карлович, коллежский асессор                                         | Покушался на жизнь Его Высочества Великого Князя Михаила Павловича, во время мятежа на площади; принадлежал к тайному обществу с знанием цели; лично действовал в мятеже с пролитием крови; сам стрелял в генерала Воинова…                                                                             | Даровать жизнь, по лишении чинов и дворянства, сослать в каторжную работу на 20 лет и потом на поселение, по уважению ходатайства Е. И. В. Великого Князя Михаила Павловича. | Оставить в каторжной работе 15 лет, после чего обратить на поселение в Сибири. |
| 10 (15) |         | Якубович, Александр Иванович, капитан Нижегородского драгунского полка                      | Умышлял на Цареубийство… был на совещаниях общества, и знал его тайны относительно бунта, хотя и не был принят в оное; лично действовал в мятеже; участвовал в приготовлении онаго… во время самого мятежа присоединясь к мятежникам, ободрял и поощрял их, и пришёл с ними на площадь.                 | Даровать жизнь, по лишении чинов и дворянства, сослать вечно в каторжную работу.                                                                                             | Оставить в каторжной работе 20 лет, после чего обратить на поселение в Сибири. |
| 11 (16) |         | Поджио, Александр Викторович, отставной подполковник Днепровского пехотного полка           | Умышлял на Цареубийство собственным вызовом к совершению онаго… умышлял на истребление Императорской Фамилии; участвовал в восстановлении деятельности Северного общества… советовал и убеждал князя Волконского возмутить вверенное ему войско.                                                        | Даровать жизнь, по лишении чинов и дворянства, сослать вечно в каторжную работу.                                                                                             | Оставить в каторжной работе 20 лет, после чего обратить на поселение в Сибири. |
| 12 (17) |         | Муравьёв, Артамон Захарович, полковник Ахтырского гусарского полка                          | Умышлял на Цареубийство с собственным троекратным вызовом на совершению онаго; участвовал в умысле произвести бунт; привлекал в тайное общество других, и приуготовлял товарищей к мятежу. | Даровать жизнь, по лишении чинов и дворянства, сослать вечно в каторжную работу.                                                                                             | Оставить в каторжной работе 20 лет, после чего обратить на поселение в Сибири. |
| 13 (18) |         | Вадковский, Фёдор Фёдорович, прапорщик Нежинского конно-егерского полка                     | Умышлял на Цареубийство и истребление всей Императорской Фамилии… участвовал в умысле произвести бунт и в распространении тайного общества… | Даровать жизнь, по лишении чинов и дворянства, сослать вечно в каторжную работу.                                                                                             | Оставить в каторжной работе 20 лет, после чего обратить на поселение в Сибири. |
| 14 (19) |         | Бечаснов, Владимир Александрович, прапорщик 8-й артиллерийской бригады                      | Соглашался в умысле на Цареубийсво принятием с клятвою назначения к совершению онаго; участвовал в умысле бунта… | Даровать жизнь, по лишении чинов и дворянства, сослать вечно в каторжную работу.                                                                                             | Оставить в каторжной работе 20 лет, после чего обратить на поселение в Сибири. |
| 15 (20) |         | Давыдов, Василий Львович, отставной полковник                                               | Имел умысел на Цареубийство и истребление Императорской Фамилии… участвовал в управлении тайного общества… участвовал согласием в предположениях об отторжении областей от Империи; и приуготовлял к мятежу…                                                                                            | Даровать жизнь, по лишении чинов и дворянства, сослать вечно в каторжную работу.                                                                                             | Оставить в каторжной работе 20 лет, после чего обратить на поселение в Сибири. |
| 16 (21) |         | Юшневский, Алексей Петрович, 4-го класса, бывший генерал-интендант 2-й армии                | Участвовал в умысле на Цареубийство и истребление Императорской Фамилии, с согласием на все жестокие меры Южного общества; управлял тем обществом вместе с Пестелем… участвовал в сочинении конституции… участвовал также в умысле на отторжение областей от Империи.                                   | Даровать жизнь, по лишении чинов и дворянства, сослать вечно в каторжную работу.                                                                                             | Оставить в каторжной работе 20 лет, после чего обратить на поселение в Сибири. |
| 17 (22) |         | Бестужев, Александр Александрович, штабс-капитан лейб-гвардии Драгунского полка             | Умышлял на Цареубийство и истребление Императорской Фамилии… соглашался также и на лишение свободы Императорской Фамилии; участвовал в умысле бунта… лично действовал в мятеже… | Даровать жизнь, по лишении чинов и дворянства, сослать в каторжную работу на 20 лет и потом на поселение, по уважению того, что лично явился с повинною головою.             | Оставить в каторжной работе 15 лет, после чего обратить на поселение в Сибири. |
| 18 (23) |         | Андреевич, Яков Максимович (Яков Андреевич 2-й), подпоручик 8-й артиллерийской бригады      | Участвовал в умысле на Цареубийство… первый умышлял на лишение свободы Его Императорского Высочества Цесаревича; участвовал в умысле бунта… приуготовлял товарищей к воинскому мятежу. | Даровать жизнь, по лишении чинов и дворянства, сослать вечно в каторжную работу.                                                                                             | Оставить в каторжной работе 20 лет, после чего обратить на поселение в Сибири. |
| 19 (24) |         | Муравьёв, Никита Михайлович, капитан Гвардейского генерального штаба                        | Участвовал в умысле на Цареубийство… предполагал изгнание Императорской Фамилии; участвовал… в учреждении и управлении тайного общества, и в составлении планов и конституции. | Даровать жизнь, по лишении чинов и дворянства, сослать в каторжную работу на 20 лет и потом на поселение, по уважению совершенной откровенности и чистосердечного признания. | Оставить в каторжной работе 15 лет, после чего обратить на поселение в Сибири. |
| 20 (25) |         | Пущин, Иван Иванович, коллежский асессор                                                    | Участвовал в умысле на Цареубийство… участвовал в управлении общества… лично действовал в мятеже и возбуждал нижних чинов. | Даровать жизнь, по лишении чинов и дворянства, сослать вечно в каторжную работу.                                                                                             | Оставить в каторжной работе 20 лет, после чего обратить на поселение в Сибири. |
| 21 (26) |         | Князь Волконский, Сергей Григорьевич, генерал-майор                                         | Участвовал согласием в умысле на Цареубийство и истребление всей Императорской Фамилии; имел умысел на заточение Императорской Фамилии; участвовал в управлении Южным обществом… действовал в умысле на отторжение областей от Империи; и употреблял поддельную печать Полевого Аудиториата.            | Даровать жизнь, по лишении чинов и дворянства, сослать в каторжную работу на 20 лет и потом на поселение, по уважению совершенного раскаяния.                                | Оставить в каторжной работе 15 лет, после чего обратить на поселение в Сибири. |
| 22 (27) |         | Якушкин, Иван Дмитриевич, отставной капитан 37-го егерского полка                           | Умышлял на Цареубийство собственным вызовом… участвовал в умысле бунта… | Даровать жизнь, по лишении чинов и дворянства, сослать в каторжную работу на 20 лет и потом на поселение, по уважению совершенного раскаяния.                                | Оставить в каторжной работе 15 лет, после чего обратить на поселение в Сибири. |
| 23 (28) |         | Пестов, Александр Семёнович, подпоручик 9-й артиллерийской бригады                          | Участвовал в умысле на Цареубийство, принятием с клятвою назначения к совершению онаго; и соглашался в умысле бунта. | Даровать жизнь, по лишении чинов и дворянства, сослать вечно в каторжную работу.                                                                                             | Оставить в каторжной работе 20 лет, после чего обратить на поселение в Сибири. |
| 24 (29) |         | Арбузов, Антон Петрович, лейтенант Гвардейского экипажа                                     | Умышлял на Цареубийство и истребление Императорской Фамилии; участвовал в умысле бунта… лично действовал в мятеже… | Даровать жизнь, по лишении чинов и дворянства, сослать вечно в каторжную работу.                                                                                             | Оставить в каторжной работе 20 лет, после чего обратить на поселение в Сибири. |
| 25 (30) |         | Завалишин, Дмитрий Иринархович, лейтенант 8-го флотского экипажа                            | Умышлял на Цареубийство и истребление Императорской Фамилии… принадлежал к тайному обществу с знанием сокровенной цели. | Даровать жизнь, по лишении чинов и дворянства, сослать вечно в каторжную работу.                                                                                             | Оставить в каторжной работе 20 лет, после чего обратить на поселение в Сибири. |
| 26 (31) |         | Повало-Швейковский, Иван Семёнович, полковник Саратовского пехотного полка                  | Участвовал в умысле на лишение свободы покойного Государя Императора… ныне Царствующего Государя Императора… знал об умысле на Цареубийство; участвовал в умысле произвезти бунт и в распространении тайного общества…                                                                                  | Даровать жизнь, по лишении чинов и дворянства, сослать вечно в каторжную работу.                                                                                             | Оставить в каторжной работе 20 лет, после чего обратить на поселение в Сибири. |
| 27 (32) |         | Панов, Николай Алексеевич (Николай Панов 2-й), поручик лейб-гвардии Гренадерского полка     | Принадлежал к тайному обществу… лично действовал в мятеже; возмутил несколько рот… присоединился к другим мятежникам на площади; команда его производила стрельбу. | Даровать жизнь, по лишении чинов и дворянства, сослать вечно в каторжную работу.                                                                                             | Оставить в каторжной работе 20 лет, после чего обратить на поселение в Сибири. |
| 28 (33) |         | Сутгоф, Александр Николаевич, поручик лейб-гвардии Гренадерского полка                      | Принадлежал к тайному обществу… лично действовал в мятеже; возмутил свою роту и присоединил её на площади к мятежникам; команда его производила стрельбу. | Даровать жизнь, по лишении чинов и дворянства, сослать вечно в каторжную работу.                                                                                             | Оставить в каторжной работе 20 лет, после чего обратить на поселение в Сибири. |
| 29 (34) |         | Князь Щепин-Ростовский, Дмитрий Александрович, штабс-капитан лейб-гвардии Московского полка | Лично действовал в мятеже с возбуждением нижних чинов… и с нанесением тяжких ран генералам Шеншину, Фридрихсу, полковнику Хвощинскому, одному унтер-офицеру и гренадеру. | Даровать жизнь, по лишении чинов и дворянства, сослать вечно в каторжную работу.                                                                                             | Оставить в каторжной работе 20 лет, после чего обратить на поселение в Сибири. |
| 30 (35) |         | Дивов, Василий Абрамович, мичман Гвардейского экипажа                                       | Умышлял на Цареубийство и истребление Императорской Фамилии… лично действовал в мятеже… | Даровать жизнь, по лишении чинов и дворянства, сослать вечно в каторжную работу.                                                                                             | Оставить в каторжной работе 20 лет, после чего обратить на поселение в Сибири. |
| 31 (36) |         | Тургенев, Николай Иванович, действительный статский советник                                | По показаниям 24-х соучастников… был деятельным членом тайного общества; участвовал в учреждении, восстановлении, совещаниях и распространении онаго… участвовал в умысле ввести Республиканское правление, и удалясь за границу… к оправданию не явился, чем и подтвердил сделанные на него показания. | Даровать жизнь, по лишении чинов и дворянства, сослать вечно в каторжную работу.                                                                                             | —                                                                              |

### Второй разряд
III. Государственные преступники второго разряда, осуждаемые к политической смерти, по силе указа 1753 года Апреля 29 числа, то есть положить голову на плаху, а потом сослать вечно в каторжную работу.
| №       | Портрет | Имена преступников                                                                               | Главные виды преступления | 1-е смягчение наказания                                                                    | 2-е смягчение наказания                                                        |
| ------- | ------- | ------------------------------------------------------------------------------------------------ | --- | ------------------------------------------------------------------------------------------ | ------------------------------------------------------------------------------ |
| 1 (37)  |         | Тютчев, Алексей Иванович, капитан Пензенского пехотного полка                                    | Участвовал в умысле на Цареубийство… участвовал в умысле бунта… знал о приуготовлении к мятежу.                                                                          | По лишении чинов и дворянства, сослать в каторжную работу на 20 лет, а потом на поселение. | Оставить в каторжной работе 15 лет, после чего обратить на поселение в Сибири. |
| 2 (38)  |         | Громницкий, Пётр Федорович, поручик Пензенского пехотного полка                                  | Участвовал в умысле на Цареубийство… участвовал в умысле бунта… знал о приуготовлении к мятежу.                                                                          | По лишении чинов и дворянства, сослать в каторжную работу на 20 лет, а потом на поселение. | Оставить в каторжной работе 15 лет, после чего обратить на поселение в Сибири. |
| 3 (39)  |         | Киреев, Иван Васильевич, прапорщик 8-й артиллерийской бригады                                    | Участвовал в умысле на Цареубийство… соглашался в умысле бунта… приуготовлял товарищей к военному мятежу.                                                                | По лишении чинов и дворянства, сослать в каторжную работу на 20 лет, а потом на поселение. | Оставить в каторжной работе 15 лет, после чего обратить на поселение в Сибири. |
| 4 (40)  |         | Крюков, Николай Александрович (Николай Крюков 2-й), поручик квартирмейстерской части             | Участвовал в умысле на Цареубийство и истребление Императорской Фамилии… участвовал в умысле произвести бунт, и в распространении тайного общества…                      | По лишении чинов и дворянства, сослать в каторжную работу на 20 лет, а потом на поселение. | Оставить в каторжной работе 15 лет, после чего обратить на поселение в Сибири. |
| 5 (41)  |         | Лунин, Михаил Сергеевич, подполковник лейб-гвардии Гродненского гусарского полка                 | Участвовал в умысле Цареубийства… в умысле бунта, принятием в тайное общество членов и заведением литографии…                                                            | По лишении чинов и дворянства, сослать в каторжную работу на 20 лет, а потом на поселение. | Оставить в каторжной работе 15 лет, после чего обратить на поселение в Сибири. |
| 6 (42)  |         | Свистунов, Пётр Николаевич, корнет Кавалергардского полка                                        | Участвовал в умысле Цареубийства и истребление Императорской Фамилии… в умысле бунта принятием в общество товарищей.                                                     | По лишении чинов и дворянства, сослать в каторжную работу на 20 лет, а потом на поселение. | Оставить в каторжной работе 15 лет, после чего обратить на поселение в Сибири. |
| 7 (43)  |         | Крюков, Александр Александрович (Александр Крюков 1-й), поручик Кавалергардского полка           | Участвовал в умысле на Цареубийство и истребление Императорской Фамилии… в умысле бунта распространением тайного общества…                                               | По лишении чинов и дворянства, сослать в каторжную работу на 20 лет, а потом на поселение. | Оставить в каторжной работе 15 лет, после чего обратить на поселение в Сибири. |
| 8 (44)  |         | Басаргин, Николай Васильевич, поручик лейб-гвардии Егерского полка                               | Участвовал в умысле на Цареубийство, согласием, и в распространении тайного общества принятием одного члена.                                                             | По лишении чинов и дворянства, сослать в каторжную работу на 20 лет, а потом на поселение. | Оставить в каторжной работе 15 лет, после чего обратить на поселение в Сибири. |
| 9 (45)  |         | Митьков, Михаил Фотиевич, полковник лейб-гвардии Финляндского полка                              | Участвовал в умысле Цареубийства согласием, и принадлежал к тайному обществу с знанием сокровенной цели.                                                                 | По лишении чинов и дворянства, сослать в каторжную работу на 20 лет, а потом на поселение. | Оставить в каторжной работе 15 лет, после чего обратить на поселение в Сибири. |
| 10 (46) |         | Анненков, Иван Александрович, поручик Кавалергардского полка                                     | Участвовал в умысле на Цареубийство согласием, и принадлежал к тайному обществу с знанием цели.                                                                          | По лишении чинов и дворянства, сослать в каторжную работу на 20 лет, а потом на поселение. | Оставить в каторжной работе 15 лет, после чего обратить на поселение в Сибири. |
| 11 (47) |         | Вольф, Христиан-Фердинанд Богданович, состоящий при Главной квартире 2-й армии штаб-лекарь       | Участвовал в умысле на Цареубийство и истребление Императорской Фамилии, согласием, и принадлежал к тайному обществу с знанием цели.                                     | По лишении чинов и дворянства, сослать в каторжную работу на 20 лет, а потом на поселение. | Оставить в каторжной работе 15 лет, после чего обратить на поселение в Сибири. |
| 12 (48) |         | Ивашев, Василий Петрович, ротмистр Кавалергардского полка                                        | Участвовал в умысле на Цареубийство, согласием, и принадлежал к тайному обществу с знанием цели.                                                                         | По лишении чинов и дворянства, сослать в каторжную работу на 20 лет, а потом на поселение. | Оставить в каторжной работе 15 лет, после чего обратить на поселение в Сибири. |
| 13 (49) |         | Фролов, Александр Филиппович (Александр Фролов 2-й), подпоручик Пензенского пехотного полка      | Участвовал в умысле на Цареубийство, согласием, и принадлежал к тайному обществу с знанием цели бунта.                                                                   | По лишении чинов и дворянства, сослать в каторжную работу на 20 лет, а потом на поселение. | Оставить в каторжной работе 15 лет, после чего обратить на поселение в Сибири. |
| 14 (50) |         | Норов, Василий Сергеевич, отставной подполковник пехотного принца Вильгельма Прусского полка     | Участвовал согласием в умысле на лишение в Бобруйске свободы, блаженной памяти Императора и ныне Царствующего Государя, и принадлежал к тайному обществу с знанием цели. | По лишении чинов и дворянства, сослать в каторжную работу на 15 лет, а потом на поселение. | Оставить в каторжной работе 10 лет, после чего обратить на поселение в Сибири. |
| 15 (51) |         | Торсон, Константин Петрович, флота капитан-лейтенант                                             | Знал умысл на Цареубийство, и участвовал в умысле бунта принятием одного члена.                                                                                          | По лишении чинов и дворянства, сослать в каторжную работу на 20 лет, а потом на поселение. | Оставить в каторжной работе 15 лет, после чего обратить на поселение в Сибири. |
| 16 (52) |         | Бестужев, Николай Александрович (Николай Бестужев 1-й), капитан-лейтенант 8-го флотского экипажа | Участвовал в умысле бунта… лично действовал в мятеже, возбуждал нижних чинов и сам был на площади.                                                                       | По лишении чинов и дворянства, сослать вечно в каторжную работу.                           | Оставить в каторжной работе 20 лет, после чего обратить на поселение в Сибири. |
| 17 (53) |         | Бестужев, Михаил Александрович, штабс-капитан лейб-гвардии Московского полка                     | Принадлежал к тайному обществу с знанием цели… лично действовал в мятеже; возбуждал нижних чинов и привёл на площадь роту.                                               | По лишении чинов и дворянства, сослать вечно в каторжную работу.                           | Оставить в каторжной работе 20 лет, после чего обратить на поселение в Сибири. |

### Третий разряд
IV. Государственные преступники третьего разряда, осуждённые к ссылке вечно в каторжную работу.
| №      | Портрет | Имена преступников                                                            | Главные виды преступления                                                                                              | 1-е смягчение наказания                                                                   | 2-е смягчение наказания                                                        |
| ------ | ------- | ----------------------------------------------------------------------------- | --- | ----------------------------------------------------------------------------------------- | ------------------------------------------------------------------------------ |
| 1 (54) |         | Барон Штейнгель, Владимир Иванович, отставной подполковник                    | Знал об умысле на Цареубийство и лишение свободы… принадлежал к тайному обществу… участвовал в приготовлении к мятежу… | По лишении чинов и дворянства, сослать в каторжную работу на 20 лет и потом на поселение. | Оставить в каторжной работе 15 лет, после чего обратить на поселение в Сибири. |
| 2 (55) |         | Батеньков, Гавриил Степанович, подполковник Корпуса инженеров путей сообщения | Знал об умысле на Цареубийство; соглашался на умысел бунта, и приуготовлял товарищей к мятежу планами и советами.      | По лишении чинов и дворянства, сослать в каторжную работу на 20 лет и потом на поселение. | Оставить в каторжной работе 15 лет, после чего обратить на поселение в Сибири. |

### Четвёртый разряд
V. Государственные преступники четвёртого разряда, осуждаемые к временной ссылке в каторжную работу на 15 лет, а потом на поселение.
| №       | Портрет | Имена преступников                                                                             | Главные виды преступления | 1-е смягчение наказания                                                                           | 2-е смягчение наказания                                                       |
| ------- | ------- | ---------------------------------------------------------------------------------------------- | --- | ------------------------------------------------------------------------------------------------- | ----------------------------------------------------------------------------- |
| 1 (56)  |         | Муханов, Пётр Александрович, штабс-капитан лейб-гвардии Измайловского полка                    | Произносил дерзостные слова в частном разговоре, означающие мгновенный порыв на Цареубийство, и принадлежал к тайному обществу…                       | По лишении чинов и дворянства, сослать в каторжную работу на 12 лет и потом на поселение.         | Оставить в каторжной работе 8 лет, после чего обратить на поселение в Сибири. |
| 2 (57)  |         | Фонвизин, Михаил Александрович (Михаил фон Визин), отставной генерал-майор                     | Умышлял на Цареубийство согласием… хотя впоследствии… с отступлением от онаго; участвовал в умысле бунта…                                             | По лишении чинов и дворянства, сослать в каторжную работу на 12 лет и потом на поселение.         | Оставить в каторжной работе 8 лет, после чего обратить на поселение в Сибири. |
| 3 (58)  |         | Поджио, Иосиф Викторович, отставной штабс-капитан лейб-гвардии Преображенского полка           | Участвовал в умысле на Цареубийство согласием и даже вызовом… принадлежал к тайному обществу… знал о приготовлении к мятежу.                          | По лишении чинов и дворянства, сослать в каторжную работу на 12 лет и потом на поселение.         | Оставить в каторжной работе 8 лет, после чего обратить на поселение в Сибири. |
| 4 (59)  |         | Фаленберг, Пётр Иванович, подполковник квартирмейстерской части                                | По принятии… в тайное общество, соглашался произвести Цареубийство, и хотя впоследствии и начал от общества уклоняться, но сокровенную цель его знал. | По лишении чинов и дворянства, сослать в каторжную работу на 12 лет и потом на поселение.         | Оставить в каторжной работе 8 лет, после чего обратить на поселение в Сибири. |
| 5 (60)  |         | Иванов, Илья Иванович, провиантский чиновник 10-го класса                                      | Участвовал в умысле бунта… приуготовлял товарищей к мятежу.                                                                                           | По лишении чинов и дворянства, сослать в каторжную работу на 12 лет и потом на поселение.         | Оставить в каторжной работе 8 лет, после чего обратить на поселение в Сибири. |
| 6 (61)  |         | Мозган, Павел Дмитриевич, подпоручик Пензенского пехотного полка                               | Знал об умысле Цареубийства; участвовал в умысле бунта… возбуждал нижних чинов не противиться мятежу…                                                 | По лишении чинов и дворянства, сослать в каторжную работу на 12 лет и потом на поселение.         | Оставить в каторжной работе 8 лет, после чего обратить на поселение в Сибири. |
| 7 (62)  |         | Корнилович, Александр Осипович, штабс-капитан Гвардейского генерального штаба                  | Знал об умысле на Цареубийство; участвовал в умысле бунта… и в приготовлении к мятежу.                                                                | По лишении чинов и дворянства, сослать в каторжную работу на 12 лет и потом на поселение.         | Оставить в каторжной работе 8 лет, после чего обратить на поселение в Сибири. |
| 8 (63)  |         | Лорер, Николай Иванович, майор Вятского пехотного полка                                        | Знал об умысле на Цареубийство, участвовал в умысле тайного общества принятием от него поручений и привлечением товарищей.                            | По лишении чинов и дворянства, сослать в каторжную работу на 12 лет и потом на поселение.         | Оставить в каторжной работе 8 лет, после чего обратить на поселение в Сибири. |
| 9 (64)  |         | Аврамов, Павел Васильевич, полковник Казанского пехотного полка                                | Знал об умысле на Цареубийство, и участвовал в умысле бунта, распространением общества и принятием одного члена.                                      | По лишении чинов и дворянства, сослать в каторжную работу на 12 лет и потом на поселение.         | Оставить в каторжной работе 8 лет, после чего обратить на поселение в Сибири. |
| 10 (65) |         | Бобрищев-Пушкин, Павел Сергеевич (Павел Бобрищев-Пушкин 2-й), поручик квартирмейстерской части | Знал об умысле на Цареубийство, и участвовал в умысле бунта, принятием и сохранением бумаг Пестеля и привлечением в тайное общество одного члена.     | По лишении чинов и дворянства, сослать в каторжную работу на 12 лет и потом на поселение.         | Оставить в каторжной работе 8 лет, после чего обратить на поселение в Сибири. |
| 11 (66) |         | Шимков, Иван Фёдорович, прапорщик Саратовского пехотного полка                                 | Знал об умысле на Цареубийство, и участвовал в умысле бунта принятием в тайное общество одного члена.                                                 | По лишении чинов и дворянства, сослать в каторжную работу на двенадцать лет и потом на поселение. | Оставить в каторжной работе 8 лет, после чего обратить на поселение в Сибири. |
| 12 (67) |         | Муравьёв, Александр Михайлович, корнет Кавалергардского полка                                  | Знал об умысле на Цареубийство, и участвовал в умысле бунта принятием поручений и привлечением товарищей.                                             | По лишении чинов и дворянства, сослать в каторжную работу на 12 лет и потом на поселение.         | Оставить в каторжной работе 8 лет, после чего обратить на поселение в Сибири. |
| 13 (68) |         | Беляев, Александр Петрович (Александр Беляев 1-й), мичман Гвардейского экипажа                 | Знал об умысле на Цареубийство, и лично действовал в мятеже, с возбуждением нижних чинов.                                                             | По лишении чинов и дворянства, сослать в каторжную работу на 12 лет и потом на поселение.         | Оставить в каторжной работе 8 лет, после чего обратить на поселение в Сибири. |
| 14 (69) |         | Беляев, Пётр Петрович (Пётр Беляев 2-й), мичман Гвардейского экипажа                           | Знал об умысле на Цареубийство, и лично действовал в мятеже, с возбуждением нижних чинов.                                                             | По лишении чинов и дворянства, сослать в каторжную работу на 12 лет и потом на поселение.         | Оставить в каторжной работе 8 лет, после чего обратить на поселение в Сибири. |
| 15 (70) |         | Нарышкин, Михаил Михайлович (Михаил Нарышкин 2-й), полковник Тарутинского пехотного полка      | Знал об умысле на Цареубийство и участвовал в умысле бунта принятием в тайное общество членов.                                                        | По лишении чинов и дворянства, сослать в каторжную работу на 12 лет и потом на поселение.         | Оставить в каторжной работе 8 лет, после чего обратить на поселение в Сибири. |
| 16 (71) |         | Князь Одоевский, Александр Иванович, корнет лейб-гвардии Конного полка                         | Участвовал в умысле бунта, принятием в тайное общество одного члена, и лично действовал в мятеже, с пистолетом в руках.                               | По лишении чинов и дворянства, сослать в каторжную работу на 12 лет и потом на поселение.         | Оставить в каторжной работе 8 лет, после чего обратить на поселение в Сибири. |

### Пятый разряд
VI. Государственные преступники пятого разряда, осуждаемые к временной ссылке в каторжную работу на 10 лет, а потом на поселение.
| №      | Портрет | Имена преступников                                                          | Главные виды преступления                                                                                           | 1-е смягчение наказания                                                                       | 2-е смягчение наказания                                                       |
| ------ | ------- | --------------------------------------------------------------------------- | --- | --------------------------------------------------------------------------------------------- | ----------------------------------------------------------------------------- |
| 1 (72) |         | Репин, Николай Петрович, штабс-капитан лейб-гвардии Финляндского полка      | Принадлежал к тайному обществу с знанием сокровенной цели, и приготовлял товарищей к мятежу.                        | По лишении чинов и дворянства, сослать в каторжную работу на 8 лет и потом на поселение.      | Оставить в каторжной работе 5 лет, после чего обратить на поселение в Сибири. |
| 2 (73) |         | Глебов, Михаил Николаевич, коллежский секретарь                             | Знал о цели тайного общества, хотя не вполне и лично действовал в мятеже, дававший денег солдатам для покупки вина. | Сослать в каторжную работу по приговору на 10 лет и потом на поселение.                       | Оставить в каторжной работе 6 лет, после чего обратить на поселение в Сибири. |
| 3 (74) |         | Барон Розен, Андрей Евгеньевич, поручик лейб-гвардии Финляндского полка     | Лично действовал в мятеже, остановив свой взвод, посланный для усмирения мятежников.                                | Сослать в каторжную работу по приговору на 10 лет и потом на поселение.                       | Оставить в каторжной работе 6 лет, после чего обратить на поселение в Сибири. |
| 4 (75) |         | Кюхельбекер, Михаил Карлович, лейтенант Гвардейского экипажа                | Лично действовал в мятеже, с возбуждением нижних чинов.                                                             | По лишении чинов и дворянства, сослать в каторжную работу на восемь лет и потом на поселение. | Оставить в каторжной работе 5 лет, после чего обратить на поселение в Сибири. |
| 5 (76) |         | Бодиско, Михаил Андреевич (Михаил Бодиско 2-й), мичман Гвардейского экипажа | Лично действовал в мятеже, с возбуждением нижних чинов.                                                             | По лишении чинов и дворянства, сослать в крепостную работу в Бобруйск.                        | Оставить в крепостной работе на 5 лет.                                        |

### Шестой разряд
VII. Государственные преступники шестого разряда, осуждаемые к временной ссылке в каторжную работу на 6 лет, а потом на поселение.
| №      | Портрет | Имена преступников                                                                  | Главные виды преступления                                                                                                  | 1-е смягчение наказания                                                                                  | 2-е смягчение наказания                                                        |
| ------ | ------- | ----------------------------------------------------------------------------------- | --- | --- | ------------------------------------------------------------------------------ |
| 1 (77) |         | Муравьёв, Александр Николаевич, отставной полковник Гвардейского генерального штаба | Участвовал в умысле Цареубийства согласием… участвовал и в учреждении тайного общества… о цели его Правительству не донёс. | По уважению совершенного и искреннего раскаяния, сослать на житьё в Сибирь, не лишая чинов и дворянства. | —                                                                              |
| 2 (78) |         | Люблинский, Юлиан Казимирович, дворянин Волынской губернии                          | Знал умысл на Цареубийство и участвовал в учреждении с Борисовым Славянского тайного общества…                             | По лишении дворянства, сослать в каторжную работу на 5 лет и потом на поселение.                         | Оставить в каторжной работе 3 года, после чего обратить на поселение в Сибири. |

### Седьмой разряд
VIII. Государственные преступники седьмого разряда, осуждаемые к временной ссылке в каторжную работу на 4 года, а потом на поселение.
| №       | Портрет | Имена преступников | Главные виды преступления                                                                                        | 1-е смягчение наказания                                                                                          | 2-е смягчение наказания                                                       |
| ------- | ------- | --- | --- | --- | ----------------------------------------------------------------------------- |
| 1 (79)  |         | Лихарев, Владимир Николаевич, подпоручик квартирмейстерской части                                                     | Знал об умысле на Цареубийство; принадлежал к тайному обществу с знанием цели, и знал о приуготовлении к мятежу. | По лишении чинов и дворянства, сослать в каторжную работу на 2 года, а потом на поселение.                       | Оставить в каторжной работе 1 год, после чего обратить на поселение в Сибири. |
| 2 (80)  |         | Ентальцев, Андрей Васильевич, подполковник, командир конно-артиллерийской роты № 27                                   | Знал об умысле на Цареубийство; принадлежал к тайному обществу с знанием цели, и знал о приуготовлении к мятежу. | По лишении чинов и дворянства, сослать в каторжную работу на 2 года, а потом на поселение.                       | Оставить в каторжной работе 1 год, после чего обратить на поселение в Сибири. |
| 3 (81)  |         | Лисовский, Николай Фёдорович, поручик Пензенского пехотного полка                                                     | Знал об умысле на Цареубийство; принадлежал к тайному обществу с знанием цели, и знал о приуготовлении к мятежу. | По лишении чинов и дворянства, сослать в каторжную работу на 2 года, а потом на поселение.                       | Оставить в каторжной работе 1 год, после чего обратить на поселение в Сибири. |
| 4 (82)  |         | Тизенгаузен, Василий Карлович, полковник Полтавского пехотного полка                                                  | Знал об умысле на Цареубийство и на лишение свободы всей Императорской Фамилии, и участвовал в умысле бунта.     | По лишении чинов и дворянства, сослать в каторжную работу на 2 года, а потом на поселение.                       | Оставить в каторжной работе 1 год, после чего обратить на поселение в Сибири. |
| 5 (83)  |         | Кривцов, Сергей Иванович, подпоручик лейб-гвардии конной артиллерии                                                   | Знал об умысле на Цареубийство; принадлежал к тайному обществу с знанием цели.                                   | По лишении чинов и дворянства, сослать в каторжную работу на 2 года, а потом на поселение.                       | Оставить в каторжной работе 1 год, после чего обратить на поселение в Сибири. |
| 6 (84)  |         | Толстой, Владимир Сергеевич, прапорщик лейб-гвардии Московского полка                                                 | Знал об умысле на Цареубийство, и принадлежал к тайному обществу с знанием цели.                                 | По лишении чинов и дворянства, сослать в каторжную работу на 2 года, а потом на поселение.                       | Оставить в каторжной работе 1 год, после чего обратить на поселение в Сибири. |
| 7 (85)  |         | Граф Чернышёв, Захар Григорьевич, ротмистр Кавалергардского полка                                                     | Знал об умысле на Цареубийство, и принадлежал к тайному обществу с знанием цели.                                 | По лишении чинов и дворянства, сослать в каторжную работу на 2 года, а потом на поселение.                       | Оставить в каторжной работе 1 год, после чего обратить на поселение в Сибири. |
| 8 (86)  |         | Аврамов, Иван Борисович, поручик квартирмейстерской части                                                             | Знал об умысле на Цареубийство, и принадлежал к тайному обществу с знанием цели.                                 | По лишении чинов и дворянства, сослать в каторжную работу на 2 года, а потом на поселение.                       | Оставить в каторжной работе 1 год, после чего обратить на поселение в Сибири. |
| 9 (87)  |         | Загорецкий, Николай Александрович, поручик квартирмейстерской части                                                   | Знал об умысле на Цареубийство, и принадлежал к тайному обществу с знанием цели.                                 | По лишении чинов и дворянства, сослать в каторжную работу на 2 года, а потом на поселение.                       | Оставить в каторжной работе 1 год, после чего обратить на поселение в Сибири. |
| 10 (88) |         | Поливанов, Иван Юрьевич, отставной полковник Кавалергардского полка                                                   | Знал об умысле на Цареубийство, и принадлежал к тайному обществу с знанием цели.                                 | По лишении чинов и дворянства, сослать в каторжную работу на 2 года, а потом на поселение.                       | Оставить в каторжной работе 1 год, после чего обратить на поселение в Сибири. |
| 11 (89) |         | Барон Черкасов, Алексей Иванович, поручик квартирмейстерской части                                                    | Знал об умысле на Цареубийство, и принадлежал к тайному обществу с знанием цели онаго.                           | По лишении чинов и дворянства, сослать в каторжную работу на 2 года, а потом на поселение.                       | Оставить в каторжной работе 1 год, после чего обратить на поселение в Сибири. |
| 12 (90) |         | Граф Булгари, Николай Яковлевич, поручик лейб-кирасирского Её Величества полка                                        | Знал об умысле на Цареубийство, и принадлежал к тайному обществу с знанием цели.                                 | По лишении чинов и дворянства, сослать, по уважению молодости его лет, в крепостную работу на 2 года в Бобруйск. | Оставить в крепостной работе 1 год.                                           |
| 13 (91) |         | Выгодовский, Павел Фомич, канцелярист                                                                                 | Знал об умысле на Цареубийство, и принадлежал к тайному обществу с знанием цели.                                 | По лишении чинов и дворянства, сослать в каторжную работу на 2 года, а потом на поселение.                       | Оставить в каторжной работе 1 год, после чего обратить на поселение в Сибири. |
| 14 (92) |         | Берстель, Александр Карлович, подполковник 9-й артиллерийской бригады                                                 | Знал об умысле на лишение свободы Императорской Фамилии, и принадлежал к тайному обществу с знанием цели.        | По лишении чинов и дворянства, сослать в крепостную работу на 2 года в Бобруйск.                                 | Оставить в крепостной работе 1 год.                                           |
| 15 (93) |         | Бриген, Александр Фёдорович (Александр фон дер Бриген, Бригген), отставной полковник лейб-гвардии Измайловского полка | Знал об умысле на Цареубийство, и принадлежал к тайному обществу с знанием цели онаго.                           | По лишении чинов и дворянства, сослать в каторжную работу на 2 года, а потом на поселение.                       | Оставить в каторжной работе 1 год, после чего обратить на поселение в Сибири. |

### Восьмой разряд
IX. Государственные преступники восьмого разряда, осуждённые к лишению чинов, дворянства и к ссылке на поселение.
| №        | Портрет | Имена преступников                                                     | Главные виды преступления | 1-е смягчение наказания                            | 2-е смягчение наказания                                             |
| -------- | ------- | ---------------------------------------------------------------------- | --- | -------------------------------------------------- | ------------------------------------------------------------------- |
| 1 (94)   |         | Андрей Андреев 2-й, подпоручик лейб-гвардии Измайловского полка        | Принадлежал к тайному обществу, с знанием цели онаго, и возбуждал к мятежу.                                                                                  | Поступить по приговору Верховного уголовного суда. | Оставить на поселении на 20 лет.                                    |
| 2 (95)   |         | Аполлон Веденяпин 1-й, подпоручик 9-й артиллерийской бригады           | Соглашался на умысл бунта, и знал о приуготовлении к военному мятежу.                                                                                        | Поступить по приговору Верховного уголовного суда. | Оставить на поселении на 20 лет.                                    |
| 3 (96)   |         | Семён Краснокутский, действительный статский советник                  | Принадлежал к тайному обществу, с знанием цели в ограничении Самодержавной власти посредством Сената, и знал о приуготовлении к мятежу 14 Декабря 1825 года. | Поступить по приговору Верховного уголовного суда. | Оставить на поселении на 20 лет.                                    |
| 4 (97)   |         | Николай Чижов, лейтенант 2-го флотского экипажа                        | Принадлежал к тайному обществу, с знанием цели онаго, и соглашался на мятеж.                                                                                 | Поступить по приговору Верховного уголовного суда. | Оставить на поселении на 20 лет.                                    |
| 5 (98)   |         | Князь Валериан Голицын, камер-юнкер                                    | Принадлежал к тайному обществу, с знанием цели онаго. | Поступить по приговору Верховного уголовного суда. | Оставить на поселении на 20 лет.                                    |
| 6 (99)   |         | Михаил Назимов, штабс-капитан лейб-гвардии Конно-пионерного эскадрона  | Участвовал в умысле бунта принятием в тайное общество одного товарища.                                                                                       | Поступить по приговору Верховного уголовного суда. | Оставить на поселении на 20 лет.                                    |
| 7 (100)  |         | Николай Бобрищев-Пушкин 1-й, поручик квартирмейстерской части          | Участвовал в умысле бунта принятием на сохранение бумаг Пестеля.                                                                                             | Поступить по приговору Верховного уголовного суда. | Оставить на поселении на 20 лет.                                    |
| 8 (101)  |         | Николай Заикин, подпоручик квартирмейстерской части                    | Участвовал в умысле бунта, с принятием поручений от общества и привлечением одного товарища.                                                                 | Поступить по приговору Верховного уголовного суда. | Оставить на поселении на 20 лет.                                    |
| 9 (102)  |         | Андрей Фурман, капитан Черниговского пехотного полка                   | Соглашался в умысле бунта. | Поступить по приговору Верховного уголовного суда. | Оставить на поселении на 20 лет.                                    |
| 10 (103) |         | Князь Фёдор Шаховской, отставной майор лейб-гвардии Семёновского полка | По улике 4-х сообщников, участвовал в умысле на Цареубийство и по собственному признанию принадлежал к тайному обществу.                                     | Поступить по приговору Верховного уголовного суда. | Оставить на поселении на 20 лет.                                    |
| 11 (104) |         | Иван Фохт, штабс-капитан Азовского пехотного полка                     | Принадлежал к тайному обществу, с знанием цели. | Поступить по приговору Верховного уголовного суда. | Оставить на поселении на 20 лет.                                    |
| 12 (105) |         | Николай Мозгалевский, подпоручик Саратовского пехотного полка          | Принадлежал к тайному обществу, с знанием цели. | Поступить по приговору Верховного уголовного суда. | Оставить на поселении на 20 лет.                                    |
| 13 (106) |         | Андрей Шахирев, поручик Черниговского пехотного полка                  | Принадлежал к тайному обществу, с знанием цели. | Поступить по приговору Верховного уголовного суда. | Оставить на поселении на 20 лет.                                    |
| 14 (107) |         | Василий Враницкий, подполковник квартирмейстерской части               | Принадлежал к тайному обществу и знал цель его, то есть изменение Государственного порядка.                                                                  | Поступить по приговору Верховного уголовного суда. | Оставить на поселении на 20 лет.                                    |
| 15 (108) |         | Борис Бодиско 1-й, лейтенант Гвардейского экипажа                      | Лично действовал в мятеже, бытностию на площади. | По лишении чинов и дворянства, написать в матросы. | Определить в полевые полки Кавказского корпуса до отличной выслуги. |

### Девятый разряд
X. Государственные преступники девятого разряда, осуждаемые к лишению чинов, дворянства и к ссылке в Сибирь.
| №       | Портрет | Имена преступников                                                                           | Главные виды преступления | 1-е смягчение наказания                                                | 2-е смягчение наказания                                             |
| ------- | ------- | -------------------------------------------------------------------------------------------- | --- | ---------------------------------------------------------------------- | ------------------------------------------------------------------- |
| 1 (109) |         | Граф Коновницын, Пётр Петрович (Коновницын 1-й) , подпоручик Гвардейского генерального штаба | Принадлежал к тайному обществу, хотя без полного понятия о сокровенной онаго цели относительно бунта, и соглашался на мятеж. | По лишении чинов и дворянства, написать в солдаты в дальние гарнизоны. | Определить в полевые полки Кавказского корпуса до отличной выслуги. |
| 2 (110) |         | Оржицкий, Николай Николаевич, отставной штабс-ротмистр Ахтырского гусарского полка           | Хотя не вполне, но знал сокровенную цель тайного общества относительно бунта, равно как знал и о предстоящем мятеже.         | По лишении чинов и дворянства, написать в солдаты в дальние гарнизоны. | Определить в полевые полки Кавказского корпуса до отличной выслуги. |
| 3 (111) |         | Кожевников, Нил Павлович, подпоручик лейб-гвардии Измайловского полка                        | Принадлежал к тайному обществу, хотя без полного понятия о сокровенной цели и возбуждал нижних чинов к мятежу.               | По лишении чинов и дворянства, написать в солдаты в дальние гарнизоны. | Определить в полевые полки Кавказского корпуса до отличной выслуги. |

### Десятый разряд
XI. Государственный преступник десятого разряда, осуждаемый к лишению чинов и дворянства и написанию в солдаты до выслуги.
| №       | Портрет | Имена преступников                                                      | Главные виды преступления                   | 1-е смягчение наказания      | 2-е смягчение наказания                                             |
| ------- | ------- | ----------------------------------------------------------------------- | ------------------------------------------- | ---------------------------- | ------------------------------------------------------------------- |
| 1 (112) |         | Пущин, Михаил Иванович, капитан лейб-гвардии Конно-пионерного эскадрона | Знал о приготовлении к мятежу, но не донёс. | Поступить по приговору Суда. | Определить в полевые полки Кавказского корпуса до отличной выслуги. |

### Одиннадцатый разряд
XII. Государственные преступники одиннадцатого разряда, осуждаемые к лишению токмо чинов с написанием в солдаты с выслугою.
| №       | Портрет | Имена преступников                                                        | Главные виды преступления | 1-е смягчение наказания | 2-е смягчение наказания                                                      |
| ------- | ------- | ------------------------------------------------------------------------- | --- | --- | ---------------------------------------------------------------------------- |
| 1 (113) |         | Бестужев, Пётр Александрович, мичман 27-го флотского экипажа              | Принадлежал к тайному обществу и лично действовал в мятеже. | Поступить по приговору Суда, распределив в дальнейшие гарнизоны. | Перевести в полевые полки Кавказского корпуса, дабы мог заслужить вину свою. |
| 2 (114) |         | Алексей Веденяпин 2-й, прапорщик 9-й артиллерийской бригады               | Соглашался на умысл бунта. | Поступить по приговору Суда, распределив в дальнейшие гарнизоны. | Перевести в полевые полки Кавказского корпуса, дабы мог заслужить вину свою. |
| 3 (115) |         | Вишневский, Фёдор Гаврилович, лейтенант Гвардейского экипажа              | Быв увлечён обманом, лично действовал в мятеже с возбуждением нижних чинов. | Поступить по приговору Суда, распределив в дальнейшие гарнизоны. | Перевести в полевые полки Кавказского корпуса, дабы мог заслужить вину свою. |
| 4 (116) |         | Мусин-Пушкин, Епафродит Степанович, лейтенант Гвардейского экипажа        | Быв увлечён обманом, лично действовал в мятеже. | Поступить по приговору Суда, распределив в дальнейшие гарнизоны. | Перевести в полевые полки Кавказского корпуса, дабы мог заслужить вину свою. |
| 5 (117) |         | Акулов, Николай Павлович, лейтенант Гвардейского экипажа                  | Быв увлечён обманом, лично действовал в мятеже. | Поступить по приговору Суда, распределив в дальнейшие гарнизоны. | Перевести в полевые полки Кавказского корпуса, дабы мог заслужить вину свою. |
| 6 (118) |         | Фок, Александр Александрович, подпоручик лейб-гвардии Измайловского полка | Был увлечён обманом, возбуждал нижних чинов к мятежу. | Поступить по приговору Суда, распределив в дальнейшие гарнизоны. | Перевести в полевые полки Кавказского корпуса, дабы мог заслужить вину свою. |
| 7 (119) |         | Цебриков, Николай Романович, поручик лейб-гвардии Финляндского полка      | По показанию свидетелей, в день мятежа 14 Декабря произносил возмутительные слова Морскому Экипажу, когда он шёл на Петровскую площадь; сам подходил к толпе мятежников, и ввечеру дал пристанище одному из первейших бунтовщиков князю Оболенскому. | По важности вредного примера, поданного им присутствием его в толпе бунтовщиков в виду его полка, как недостойного благородного имени, разжаловать в солдаты без выслуги и с лишением дворянства. | Определить в полевые полки Кавказского корпуса до отличной выслуги.          |
| 8 (120) |         | Лаппа, Михаил Демьянович, подпоручик лейб-гвардии Измайловского полка     | Принадлежал к тайному обществу, хотя без полного понятия о сокровенной цели онаго относительно бунта. | Поступить по приговору Суда, распределив в дальнейшие гарнизоны. | Перевести в полевые полки Кавказского корпуса, дабы мог заслужить вину свою. |

## Другие категории

### Преданные Верховному уголовному суду, но не осужденные
- Горский, Осип-Юлиан Викентьевич — отставной статский советник[Комм. 5], был в числе 121 декабристов преданных Верховному уголовному суду, но осуждён не был в связи с тем, что он одновременно был под следствием в суде правительствующего Сената. Высочайшим указом от 5 марта 1827 года он был сослан под надзор полиции на поселение в г. Берёзов[1].

### Осужденные по приговорам других судов

#### Дело о выступлении Черниговского пехотного полка
- Апостол-Кегич, Егор Иванович — прапорщик, оставил ряды восставших до разгрома выступления и явился к начальству, приговорён к заключению в Бобруйской крепости на 6 месяцев с последующим определением на службу.
- Башмаков, Флегонт Миронович — рядовой, член Южного общества и участник заговора декабристов на юге, арестован в связи с восстанием Черниговского полка, но в его восстании не участвовал, приговорён к лишению дворянства, исключению из военного звания и ссылке навечно в Сибирь на поселение[2].
- Белелюбский, Амплий Дмитриевич — прапорщик, оставил ряды восставших до разгрома выступления и явился к начальству, приговорён к заключению в крепость на 6 месяцев с последующим определением на службу.
- Быстрицкий, Андрей Андреевич — подпоручик, согласно некоторым показаниям, принадлежал к Обществу соединённых славян, приговорён к лишению чинов и дворянства, и ссылке в Сибирь на каторгу без указания срока[3].
- Войнилович, Антон Станиславович — подпоручик, по некоторым показаниям, член Общества соединённых славян, оставил ряды восставших до разгрома выступления и явился к начальству, приговорён к лишению чинов и дворянства, разжалованию в рядовые и отправке в дальние гарнизоны[4].
- Грохольский, Дмитрий — рядовой (разжалованный из штабс-капитанов с лишением дворянства)[5], приговорён к прогону шпицрутенами через 1000 человек шесть раз и отправке на службу в Кавказский корпус.
- Кейзер, Даниил Фёдорович — полковой священник, оставил ряды восставших до разгрома выступления и явился к начальству, лишён сана, дворянства и приговорён к ссылке в крепостные работы.
- Кондырев, Василий Яковлевич — подпоручик, оставил ряды восставших до разгрома выступления и явился к начальству[6].
- Кузьмин, Анастасий Дмитриевич — поручик, член Общества соединённых славян, участник заговора декабристов на юге, во время боя 3 января ранен картечью в правое плечо навылет, после ареста застрелился[7].
- Маевский, Карл Клементьевич — штабс-капитан, оставил ряды восставших до разгрома выступления и явился к начальству, приговорён к лишению чинов и дворянства, разжалованию в рядовые и отправке в Сибирский корпус. Умер по дороге в Сибирь.
- Князь Мещерский, Александр Петрович — прапорщик, оставил ряды восставших до разгрома выступления и явился к начальству, приговорён к заключению на 6 месяцев в крепость с последующим определением на службу.
- Мозалевский, Александр Евтихиевич — прапорщик, по некоторым показаниям, член Общества соединённых с славян, отправлен в Сибирь на каторжную работу.
- Муравьёв-Апостол, Ипполит Иванович — прапорщик, член Северного общества и, по некоторым данным, Петербургской ячейки Южного общества, во время боя 3 января ранен в левую руку, не желая сдаваться, застрелился[8].
- Петин, Василий Николаевич — поручик, по некоторым показаниям, член Общества соединённых славян, явился в Киев, заявив, что бежал от С. И. Муравьева-Апостола, приговорён к лишению чинов и дворянства, разжалованию в рядовые и отправке в Красноярский гарнизонный батальон[9].
- Ракуза, Игнатий — рядовой (разжалованный из поручиков с лишением дворянства)[5], приговорён к прогону шпицрутенами через 1000 человек шесть раз и отправке на службу в Кавказский корпус.
- Рыбаковский, Владимир Николаевич — подпоручик, по некоторым показаниям, член Общества соединённых славян, оставил ряды восставших до разгрома выступления и явился к начальству, приговорён к заключению в крепость на 6 месяцев с последующим определением на службу[10].
- Сизиневский, Виктор Осипович — поручик, полковой казначей, оставил ряды восставших до разгрома выступления и явился к начальству. Приговорён к лишению чинов и дворянства, разжалованию в рядовые и отправке в дальние гарнизоны.
- Соловьёв, Вениамин Николаевич, барон — штабс-капитан, член Общества соединённых славян, участник заговора декабристов на юге, приговорён к лишению чинов и дворянства и ссылке в каторжные работы вечно.
- Сухинов, Иван Иванович — поручик, член Общества соединённых славян, участник заговора декабристов на юге, приговорён к лишению чинов и дворянства и ссылке в каторжные работы вечно.
- Шутов, Михей — фельдфебель (произведён высочайшим приказом от 23.12.1825 года в подпоручики), так как чин объявлен не был, был судим в прежнем звании, приговорён по снятии медали в память 812-го года к прогону шпицрутенами через 1000 человек 12 раз и по выключке из воинского звания к ссылке в каторжные работы вечно[11].
- Цявловский, Иван — портупей-прапорщик, разжалован в рядовые с лишением дворянства, впредь до выслуги.
- Щепилло, Михаил Алексеевич — поручик, член Общества соединённых славян, участник заговора декабристов на юге, погиб в бою 3 января[12].

- Ф. М. Башмаков
- А. А. Быстрицкий
- А. Е. Мозалевский
- В. Н. Соловьёв

#### Дело о выступлении Литовского пионерного батальона
- Вегелин, Александр Иванович — поручик, после лишения чинов и дворянства сослан в каторжные работы сроком на 10 лет с последующим поселением в Сибири.
- Вильканец, Марьян Федоревич — поручик, лишён чинов, дворянства и разжалован в рядовые. Отправлен в Бобруйскую крепость на шесть месяцев заключения, по окончании срока отправлен в Грузию.
- Воехович, Пётр Пантелеймонович — прапорщик, лишён чинов, дворянства и разжалован в рядовые. Отправлен в Бобруйскую крепость на шесть месяцев заключения, по окончании срока отправлен в Грузию.
- Вронский, Людвиг Иосифович — канцелярист, лишён дворянства и сослан в крепостные работы на 5 лет с последующим поселением в Сибири.
- Высоцкий, Иван Станиславович — лишён дворянства и сослан в крепостные работы на 5 лет с последующим поселением в Сибири.
- Гофман, Пётр Иванович[укр.] — подпоручик, лишён чинов, дворянства и разжалован в рядовые. Отправлен в Бобруйскую крепость на шесть месяцев заключения, по окончании срока отправлен в Грузию.
- Гриневицкий, Александр Матвеевич — коллежский регистратор, после лишения чинов и дворянства сослан в крепостные работы на 5 лет с последующим поселением в Сибири.
- Игельстром, Константин Густавович — капитан, после лишения чинов и дворянства сослан в каторжные работы сроком на 10 лет с последующим поселением в Сибири.
- Ордынский, Карл Викентьевич — лишён дворянства и сослан в крепостные работы на 5 лет с последующим поселением в Сибири.
- Ордынский, Феликс Викентьевич — лишён дворянства и сослан в крепостные работы на 5 лет с последующим поселением в Сибири.
- Петровский, Эдуард Адамович — подпоручик, лишён чинов и дворянства. После шестимесячного заключения в Бобруйской крепости отправлен на службу в Грузию, определён рядовым в Ширванский пехотный полк.
- Рукевич, Михаил Иванович — приговорён к лишению дворянства и ссылке на 10 лет в каторжные работы с оставлением в Сибири на поселении.
- Угричич-Требинский, Ананий Максимович — рядовой, сослан в крепостную работу на 5 лет.

- А. И. Вегелин
- К. Г. Игельстром
- М. И. Рукевич

#### Другие военные суды
- Башмаков, Флегонт Миронович➤
- Лачинов, Евдоким Емельянович — поручик квартирмейстерской части, член Южного общества, предан суду во 2-й армии, приговорён к лишению прав и написанию в рядовые в действующие батальоны 20-й пехотной дивизии.
- Луцкий, Александр Николаевич — унтер-офицер лейб-гвардии Московского полка, активный участник выступления 14 декабря, приговорён к бессрочным каторжным работам.
- Раевский, Владимир Федосеевич — майор 32-го егерского полка, член Союза благоденствия (Кишинёвская управа), лишён чинов, дворянства и приговорён к ссылке в Сибирь на поселение.
- Таушев, Николай Степанович — штабс-капитан 10-го егерского полка, член Союза благоденствия (Кишинёвская управа), привлечён к следствию по делу В. Ф. Раевского, после восстания за ним учреждено «строгое наблюдение»[13].
- Усовский, Алексей Васильевич — поручик Полтавского пехотного полка, член Общества соединённых славян, лишён чинов, дворянства и приговорён к ссылке в каторжные работы на 20 лет.

- А. Н. Луцкий
- В. Ф. Раевский

### Наказанные в административном порядке (включая учреждение надзора)
- Антропов, Николай Александрович — ротмистр Астраханского кирасирского полка. Арестован в связи с его письмом К. Ф. Рылееву, членство в тайных обществах не установлено, освобождён, 9 сентября 1826 года переведён в Нежинский конно-егерский полк под строжайший присмотр[14].
- Арцыбашев, Дмитрий Александрович — корнет лейб-гвардии Кавалергапрдского полка, член Петербургской ячейки Южного общества (1825), участвовал в деятельности Северного общества, 11 июня 1826 года высочайше приказано «продержав ещё месяц в крепости, выписать тем же чином в Таманский пехотный полк и ежемесячно доносить о поведении»[15].
- Бестужев, Павел Александрович — юнкер Артиллерийского училища[16], знал о существовании заговора декабристов в Петербурге, 27 марта высочайше повелено перевести юнкером в армейский пехотный полк, отправлён на службу в Бобруйскую крепость, а затем в Отдельный Кавказский корпус.
- Бобринский, Василий Алексеевич, граф — отставной корнет лейб-гвардии Гусарского полка, член Московской ячейки Южного общества, 13 июля высочайше повелено учредить за ним надзор[17].
- Бурцев, Иван Григорьевич — полковник, командир Украинского пехотного полка, участник Священной артели, Союза спасения, один из руководителей Союза благоденствия, знал о существовании Южного и Северного обществ, 18 марта высочайше повелено отрешить от должности, заключить на 6 месяцев в Бобруйскую крепость и отправить потом на службу без лишения чина.
- Вадбольский, Александр Петрович — подпоручик лейб-гвардии Измайловского полка, участник заговора декабристов в Петербурге, убеждал своих солдат не только отказываться от присяги Николаю I, но и присоединятся к восставшим и выходить на Сенатскую площадь с боевыми патронами, был арестован, 11 июня высочайше повелено продержать месяц в крепости и перевести из гвардии в армейские полки 2-й армии с учреждением надзора[18].
- Вадковский, Александр Фёдорович — подпоручик 17-го егерского полка, член Южного общества, 15 июня высочайше повелено продержать ещё 4 месяца в крепости и перевести в дальний гарнизон с учреждением надзора[19].
- Васильчиков, Николай Александрович — корнет Кавалергардского полка, участник Петербургской ячейки Южного общества, 15 июня «высочайше повелено, продержав ещё месяц в крепости, выписать тем же чином в полки 5 резервного кавалерийского корпуса и ежемесячно доносить о поведении». Переведён в Тверской драгунский полк, направленный на Кавказ.
- Фон Вольский, Фёдор Васильевич — полковник, командир 1-го морского полка, член Северного общества, 15 июня высочайше приказано «продержав ещё месяц в крепости, перевесть на службу в Эстляндский пехотный полк».
- Вяземский, Александр Николаевич, князь — корнет Кавалергардского полка, участник Петербургской ячейки Южного общества, 11 июня высочайше повелено перевести тем же чином в полки 2-й армии с учреждением надзора[20].
- Галямин, Валериан Емельянович — подполковник квартирмейстерской части, согласно ряду показаний, согласился участвовать в петербургском заговоре декабристов[21], 24 февраля высочайше повелено освободить и перевести тем же чином в армию[22].
- Гангеблов, Александр Семёнович — поручик лейб-гвардии Измайловского полка, участник Петербургской ячейки Южного общества, 11 июня высочайше повелено продержать ещё 4 месяца в крепости и выписать тем же чином в один из гарнизонов, в Грузии находящихся, с учреждением надзора[22].
- Глинка, Фёдор Николаевич — полковник, состоящий по армии, член Союза спасения, один из руководителей Союза благоденствия, знал о существовании Северного общества, 15 июня высочайше повелено перевести в гражданскую службу и отправить в Петрозаводск под надзор полиции[23].
- Горленко, Пётр Иванович — полковник Мариупольского гусарского полка, член Южного общества, высочайше повелено, продержав два месяца в крепости, перевести тем же чином в другой полк[24].
- Горожанский, Александр Семёнович — поручик лейб-гвардии Кавалергардского полка, член Петербургской ячейки Южного общества, участник заговора декабристов в Петербурге и выступления 14 декабря, без предания Верховному уголовному суду был оставлен на 4 года в Петропавловской крепости, а затем, единственным из декабристов, был отправлен в тюрьму Соловецкого монастыря, где умер после 15-летнего заключения.
- Горсткин, Иван Николаевич — поручик лейб-гвардии Егерского полка в отставке, советник Московского губернского правления, участник Союза благоденствия, Северного общества (Московская управа) и Практического союза, 15 июня высочайше повелено продержать ещё 4 месяца в крепости, отправить на службу в Вятку с учреждением надзора[25].
- Граббе, Павел Христофорович — полковник Северского конно-егерского полка, член Союза благоденствия, 18 марта высочайше повелено посадить на 4 месяца в крепость[26].
- Данзас, Борис Карлович — советник Московского губернского правления, подозревался в принадлежности к Северному обществу, 23 января высочайше повелено продержать под арестом ещё месяц, после чего вернуть на службу[27].
- Депрерадович, Николай Николаевич — корнет Кавалергардского полка, участник Петербургской ячейки Южного общества, по высочайшему распоряжению приказом от 27 марта переведён тем же чином в Нижегородский драгунский полк (Отдельный Кавказский корпус)[28].
- Драгоманов, Яков Якимович — прапорщик Полтавского пехотного полка, член Общества соединённых славян, 15 декабря 1826 года высочайше приказано продержать 3 месяца в крепости и перевести в полки 3-й пехотной дивизии под строгий надзор[29].
- Жемчужников, Антон Аполлонович — поручик квартирмейстерской части, член Союза благоденствия и Северного общества, 21 декабря 1825 года по распоряжению начальника Главного штаба оставлен под надзором, а затем уволен от службы[30].
- Зарецкий, Пётр Аникеевич — поручик Пензенского пехотного полка, член Общества соединённых славян, 15 декабря 1826 высочайше повелено продержать ещё месяц под арестом и перевести в другой полк под строгий надзор[31].
- Иванчин-Писарев, Алексей Михайлович — мичман 7-го флотского экипажа, участник кружка морских офицеров-вольнодумцев А. П. Арбузова и А.П. и П. П. Беляевых, за тесное общение с участниками тайного общества 13 июля высочайше повелено «перевесть в Архангельск с тем, чтобы там состоять на службе под бдительным надзором начальства».
- Искрицкий, Демьян Александрович — подпоручик Гвардии Генерального штаба, член Священной артели, Союза благоденствия и Северного общества, участник заговора декабристов в Петербурге, 15 июня высочайше повелено продержать ещё 6 месяцев в крепости и перевести тем же чином в Оренбургский гарнизон с учреждением надзора[32].
- Капнист, Алексей Васильевич — подполковник Воронежского пехотного полка, член Союза благоденствия и, по некоторым показаниям, Южного общества, 15 апреля высочайше повелено освободить, вменяя арест в наказание[33].
- Кашкин, Сергей Николаевич — отставной поручик, заседатель Московского надворного суда, член Союза благоденствия, Северного общества (Московская управа) и Практического союза, 15 июня «высочайше повелено, продержав ещё 4 месяца в крепости, отправить на службу в Архангельск и ежемесячно доносить о поведении».
- Кожевников, Андрей Львович — подпоручик лейб-гвардии Гренадерского полка, член Северного общества, член Северного общества, участник заговора декабристов в Петербурге и выступления 14 декабря, 13 июня высочайше приказано «продержав ещё шесть месяцев в крепости, выписать тем же чином в Сибирский гарнизонный полк».
- Кологривов, Александр Лукич — полковник Кавалергардского полка, участник Петербургской ячейки Южного общества, 13 июня высочайше повелено продержать ещё 6 месяцев в крепости и перевести в армию с учреждением надзора[34].
- Колошин, Павел Иванович — советник Московского губернского правления, участник Священной артели, Союза спасения, Союза благоденствия, Северного общества (Московская управа) и Практического союза, 13 июня высочайше приказано «продержав ещё месяц в крепости, выпустить, запретив въезд в столицы, не определять в службу».
- Коновницын, Иван Петрович, граф — прапорщик 9-й Конно-артиллерийской роты, член Северного общества, участник заговора декабристов в Петербурге и выступления 14 декабря, 13 июля высочайше повелено перевести в Отдельный Кавказский корпус с учреждением надзора[35].
- Кудашев, Михаил Федорович, князь — подпоручик лейб-гвардии Московского полка, участник заговора декабристов в Петербурге, 22 мая высочайше повелено оставить в полку, но отослать в батальон, в Грузии находящийся[36].
- Лелякин, Григорий Григорьевич — прапорщик лейб-гвардии Гренадерского полка, участник выступления 14 декабря, переведён в батальон, в Грузии находящийся[37].
- Леман, Павел Михайлович — полковник Пермского пехотного полка, член Южного общества, 13 июня высочайше повелено продержать ещё месяц в крепости и переведен в другой полк с учреждением надзора[37].
- Лукашевич, Василий Лукич[укр.] — Переяславский поветовый маршал, член Союза благоденствия, знал о существовании Южного общества, 4 сентября высочайше повелено отправить в собственную деревню под надзор Малороссийского генерал-губернатора[38].
- Лутковский, Феопемпт Степанович — мореплаватель, лейтенант, участник кружка морских офицеров-вольнодумцев А. П. Арбузова и А. П. и П. П. Беляевых, подозревался в участии в тайном обществе, но дело не было передано в Верховный уголовный суд и 13 июля высочайшим повелением был переведён из Балтийского в Черноморский флот «под особенный надзор»[39].
- Любимов, Роман Васильевич — полковник, командир Тарутинского пехотного полка, член Союза благоденствия, 18 марта высочайше повелено посадить на месяц в крепость и возвратить на службу[40].
- Малиновский, Андрей Васильевич — прапорщик лейб-гвардии Конной артиллерии, участник заговора декабристов в Петербурге и выступления 14 декабря, 13 июля высочайше повелено учредить бдительный надзор, а затем переведён в армию[41].
- Миклашевский, Александр Михайлович — подполковник 22-го егерского полка, член Союза благоденствия и Северного общества, 15 июня высочайше повелено продержать ещё месяц в крепости отправить в полки Отдельного Кавказского корпуса с учреждением надзора[42].
- Мусин-Пушкин, Владимир Алексеевич — капитан Измайловского полка, член Северного общества, 15 июня Высочайше приказано «продержав ещё месяц в крепости, выписать тем же чином в полки 23-й пехотной дивизии».
- Непенин, Андрей Григорьевич — полковник 32-го егерского полка, член Союза благоденствия (Кишиневская управа), 18 марта высочайше повелено продержать ещё 6 месяцев в крепости и отставить от службы[43].
- Оболенский, Константин Петрович, князь — поручик лейб-гвардии Павловского полка, член Союза спасения, Союза благоденствия и Северного общества (Московская управа), 15 июня высочайше повелено освободить и перевести в полки Финляндского корпуса[44].
- Орлов, Михаил Фёдорович — генерал-майор, основатель Ордена русских рыцарей, один из руководителей Союза благоденствия, знал о существовании Северного и Южного обществ, 15 июня высочайше повелено, продержав ещё месяц под арестом, отставить от службы и отправить в деревню, где и жить безвыездно под надзором полиции.
- Палицын, Степан Михайлович — прапорщик Гвардейского генерального штаба, член Северного общества, участник заговора декабристов в Петербурге и выступления 14 декабря, 7 июля, не предавая суду, высочайше приказано выдержав в крепости один год отправить тем же чинов в Петровский гарнизонный батальон.
- Паскевич, Михаил Николаевич — штабс-ротмистр Белорусского гусарского полка, член Южного общества, 15 июня высочайше повелено продержать ещё 2 месяца в крепости и перевести в другой полк с учреждением надзора[45].
- Перетц, Григорий Абрамович — чиновник канцелярии петербургского генерал-губернатора, член Союза благоденствия, знал о существовании Северного общества, 15 июня высочайше приказано «продержав ещё два месяца в крепости, отослать его на жительство в Пермь, где иметь за ним бдительный надзор и ежемесячно доносить о поведении».
- Плещеев, Алексей Александрович — поручик лейб-гвардии Конного полка, участник Петербургской ячейки Южного общества, 13 июня высочайше повелено перевести тем же чином в полки 2-й армии с учреждением надзора[46].
- Путята, Николай Васильевич — поручик лейб-гвардии Конно-егерского полка, член Северного общества, 13 июля высочайше повелено отдать под секретный надзор[47].
- Рачинский, Александр Антонович — штабс-капитан Муромского пехотного полка, предполагаемый участник Священной артели, член Южного общества, 13 июля высочайше повелено отдать под секретный надзор[48].
- Романов, Владимир Павлович — лейтенант 2-го флотского экипажа, мореплаватель, член Северного общества, арестован за тесную связь с К. Ф. Рылеевым, 15 июня «высочайше повелено, продержав ещё три месяца в крепости, отправить на службу в Черноморский флот и ежемесячно доносить о поведении».
- Руге, Эмильян Викторович — подполковник квартирмейстерской части, член Союза благоденствия, 18 марта высочайше повелено продержать ещё месяц в крепости и вернуть на службу[49].
- Сабуров, Александр Иванович — ротмистр лейб-гвардии Гусарского полка, участник Союза благоденствия и Московской ячейки Южного общества, 13 июня высочайше повелено продержать ещё месяц в крепости и перевести в полки 2-й армии тем же чином с учреждением надзора[50].
- Свиньин, Пётр Павлович — поручик Кавалергардского полка, участник Петербургской ячейки Южного общества, 13 июня высочайше повелено перевести в полки 2 армии с учреждением надзора[51]
- Семёнов, Степан Михайлович — экспедитор гражданской канцелярии Московского военного генерал-губернатора, один из руководителей Союза благоденствия, член Северного общества и Практического союза, 15 июня 1826 года «высочайше повелено, продержав ещё четыре месяца в крепости, отправить в Сибирь на службу и ежемесячно доносить о поведении».
- Семичев, Николай Николаевич — ротмистр Ахтырского гусарского полка, член Южного общества, участник заговора декабристов на юге, 13 июня высочайше повелено, не предавая суду, продержать ещё 6 месяцев в крепости и перевести в Нижегородский драгунский полк (Отдельный Кавказский корпус) с учреждением надзора[52].
- Скалон, Антон Александрович — поручик лейб-гвардии Уланского полка, подозревался в принадлежности к заговору декабристов в Петербурге, 27 августа высочайше повелено освободить и вернуть в полк с учреждением надзора[53].
- Скарятин, Фёдор Яковлевич — фанен-юнкер Нарвского драгунского полка, член Южного общества, 19 апреля высочайше повелено выпустить, вменяя арест в наказание, и отдать под строгий надзор генерал-адъютанта А. Г. Щербатова[54].
- Сухоруков, Василий Дмитриевич — поручик лейб-гвардии Казачьего полка, член Северного общества, 13 июля высочайше повелено оставить его на службе на Дону с учреждением надзора[55].
- Титов, Пётр Павлович — поручик лейб-гвардии Кирасирского полка, член Северного общества, 15 июня высочайше повелено продержать ещё 3 месяца в крепости и перевести тем же чином в дальний гарнизон с учреждением надзора[56].
- Толстой, Яков Николаевич — штабс-капитан лейб-гвардии Павловского полка, старший адъютант Главного штаба, член Союза благоденствия и Северного общества, участник «Зелёной лампы», член Северного общества, по результатам заочного расследования высочайше повелено 13 июля учредить за ним секретный надзор и ежемесячно доносить о поведении, затем уволен от службы[57].
- Тучков, Алексей Алексеевич — поручик квартирмейстерской части в отставке, участник Союза благоденствия, Северного общества (Московская управа) и Практического союза, 14 апреля высочайше повелено освободить, продержав ещё месяц под арестом[58].
- Тыртов, Валерьян Михайлович — мичман гвардейского экипажа, участник кружка морских офицеров-вольнодумцев и выступления 14 декабря, 13 июня высочайше повелено перевести в ластовые экипажи Каспийской флотилии с учреждением надзора[59].
- Фонвизин, Иван Александрович — полковник квартирмейстерской части в отставке, член Союза благоденствия, знал о существовании Северного и Южного обществ, 18 марта высочайше повелено выпустить и отдать под надзор полиции[60].
- Фролов, Александр Никитич — подполковник, командир конно-артиллерийской бригады при 3-й гусарской дивизии, член Южного общества, 13 июня высочайше повелено продержать ещё 6 месяцев в крепости, лишить командования и перевести в другую конно-артиллерийскую бригаду с учреждением надзора[61].
- Хотяинцов, Иван Николаевич — подполковник, командир Витебского пехотного полка, член Союза благоденствия и Южного общества, 13 июня высочайше повелено продержать ещё 3 месяца в крепости и отрешить от командования, перевести в другой полк с учреждением надзора[62].
- Шереметев, Николай Васильевич — подпоручик лейб-гвардии Преображенского полка, член Северного общества, 27 марта по высочайшему повелению переведен тем же чином в полки Отдельного Кавказского корпуса с учреждением надзора[63].
- Шпейер, Василий Абрамович — лейтенант гвардейского экипажа, участник кружка морских офицеров-вольнодумцев и выступления 14 декабря, 13 июля высочайшему повелению продержав ещё 6 месяцев в крепости, выписать во флот, установив за ним секретный надзор[64].
- Шторх, Александр Андреевич — подпоручик лейб-гвардии Гренадерского полка, участник выступления 14 декабря, 15 июня высочайше повелено выпустить, переведя тем же чином в армейский полк, и ежемесячно доносить о поведении[65].
- Юшневский, Семён Петрович[укр.] — титулярный советник, член Южного общества, 13 июня высочайше повелено, продержав ещё месяц в крепости, вернуть на службу с учреждением надзора[66].

- В. А. Бобринский
- Н. А. Васильчиков
- А. Н. Вяземский
- Ф. Н. Глинка
- П. Х. Граббе
- В. Е. Галямин
- И. Н. Горсткин
- Б. К. Данзас
- Я. А. Драгоманов
- Д. А. Искрицкий
- А. В. Капнист
- А. Л. Кожевников
- И. П. Коновницын
- Ф. С. Лутковский
- В. А. Мусин-Пушкин
- М. Ф. Орлов
- Г. А. Перетц
- Н. В. Путята
- А. А. Рачинский
- С. М. Семёнов
- Ф. Я. Скарятин
- В. Д. Сухоруков
- П. П. Титов (справа)
- Я. Н. Толстой
- И. А. Фонвизин
- Н. В. Шереметев

### Освобождённые от наказания
- Барыков, Фёдор Васильевич — корнет лейб-гвардии Конного полка, член Южного общества, привлекался к следствию, после предварительного допроса по высочайшему повелению прощён и освобождён[67][68].
- Веневитинов, Дмитрий Владимирович – поэт, один из организаторов  «Общества любомудрия», арестованный в ноябре 1826 года по подозрению в причастности к заговору. Освобождён через несколько дней после допросов дежурным генералом Главного штаба А. Н. Потаповым[69].
- Вилламов, Артемий Григорьевич — подпоручик лейб-гвардии Конной артиллерии, в тайных обществах не состоял[70], участник заговора декабристов в Санкт-Петербурге и событий 14 декабря, арестован, по высочайшему повелению освобождён и наказания не понёс[71][72].
- Витгенштейн, Лев Петрович — ротмистр лейб-гвардии Кавалергардского полка, флигель-адъютант, член Союза благоденствия и Южного общества, привлечён к следствию, высочайше повелено не считать прикосновенным к делу[73][74].
- Вольховский, Владимир Дмитриевич — капитан Гвардии Генштаба, участник Священной артели, Союза спасения, Союза благоденствия и Северного общества, привлечён к следствию, по распоряжению Николая I освобождён от наказания[75][76].
- Гагарин, Александр Иванович, князь — подпоручик лейб-гвардии Конной артиллерии, участник заговора декабристов в Санкт-Петербурге и событий 14 декабря, арестован, по высочайше повелению освобождён и наказания не понёс[77][72].
- Гагарин, Фёдор Фёдорович, князь — полковник, командир Клястицкого гусарского полка, член Военного общества (1817) и предположительно Союза благоденствия, привлекался к следствию, по высочайшему повелению освобождён без наказания с оправдательным аттестатом[78][79].
- Голицын, Михаил Фёдорович, князь — поручик лейб-гвардии Конного полка, принадлежал к Северному обществу, по высочайшему повелению освобождён с оправдательным аттестатом[80][81][82].
- Долгоруков, Илья Андреевич, князь — полковник лейб-гвардии 1-й артиллерийской бригады, адъютант великого князя Михаила Павловича, участник Союза спасения и один из руководителей Союза благоденствия, привлекался к следствию, по высочайшему повелению прощён и освобождён без последствий[83][84].
- Кальм, Фёдор Григорьевич — генерал-майор, командир 2-й бригады 19-й пехотной дивизии, член Союза благоденствия, возможно, состоял в Южном обществе, привлекался к следствию, по высочайшему повелению освобождён[85][86].
- Колошин, Пётр Иванович — коллежский советник, в Департаменте внешней торговли Минфина, частник Священной артели, Союза спасения (1816) и один из руководителей Союза благоденствия, привлекался к следствию, после предварительного допроса прощён императором и освобождён[87][88].
- Комаров, Николай Иванович — подполковник квартирмейстерской части, состоял при 5-м пехотном корпусе, член Союза благоденствия, знал о существовании Южного общества, привлечён к следствию не арестованным, дал подробные показания о тайных обществах, по высочайшему повелению освобождён с оправдательным аттестатом[89][90].
- Корнилов, Александр Алексеевич — капитан лейб-гвардии Московского полка, ротный командир, участник заговора декабристов в Санкт-Петербурге, принять участие в выступлении 14 декабря отказался, арестован и привлечён к следствию в полку, по итогам расследования освобождён от наказания, высочайше повелено оставить в полку[91][92].
- Кутузов, Николай Иванович — штабс-капитан лейб-гвардии Егерского полка, старший адъютант Штаба Гвардейского корпуса, член Союза благоденствия, один из руководителей тайного общества Ф. Н. Глинки (дочерняя организация Союза благоденствия), привлекался к следствию, по высочайшему повелению освобождён без наказания с оправдательным аттестатом[7][93].
- Кушелев, Андрей Сергеевич — поручик лейб-гвардии Московского полка, участник заговора декабристов в Санкт-Петербурге, в выступлении 14 декабря не участвовал, привлечён к следствию в полку, по итогам расследования освобождён от наказания, высочайше повелено оставить в полку[94][95].
- Лермантов, Дмитрий Николаевич — лейтенант Гвардейского экипажа, участник выступления 14 декабря, привлекался к следствию, по высочайшему повелению освобождён от наказания и возвращён на службу[96][97].
- Лопухин, Павел Петрович, светлейший князь — генерал-майор, командир 1-й бригады 1-й уланской дивизии, член Союза спасения, Союза благоденствия и Северного общества (в первые годы его существования), привлекался к следствию, по высочайшему повелению прощён и освобождён без последствий[98][99].
- Миллер, Пётр Фёдорович — лейтенант Гвардейского экипажа, предположительно участник кружка морских офицеров — вольнодумцев А. П. Арбузова и А.П. и П. П. Беляевых, участник выступления 14 декабря, привлекался к следствию, по высочайшему повелению освобождён от наказания и возвращён на службу в экипаж, в том же 1826 году был переведён на Черноморский флот[100][97].
- Моллер, Александр Фёдорович — полковник лейб-гвардии Финляндского полка, батальонный командир, член Северного общества, участник заговора декабристов в Санкт-Петербурге, однако принять участие в выступлении 14 декабря отказался, привлекался к следствию не арестованным и после допроса высочайше прощён императором и возвращён на службу в полк[101][102].
- Муравьёв, Михаил Николаевич — отставной подполковник квартирмейстерской части, участник Священной артели, член Союза спасения и один из основателей Союза благоденствия, знал о существовании Северного и Южного обществ, привлекался к следствию, по высочайшему повелению освобождён от наказания с оправдательным аттестатом[103][104].
- Плещеев, Александр Александрович — корнет лейб-гвардии Конного полка, член Северного общества[105], привлекался к следствию, по высочайшему повелению освобождён без наказания с оправдательным аттестатом[106][107].
- Семёнов, Алексей Васильевич — надворный советник, чиновник Департамента внешней торговли Минфина, участник Священной артели, Союза спасения, Союза благоденствия и Северного общества (Московская управа), привлекался к следствию, по высочайшему повелению освобождён от наказания с оправдательным аттестатом[108][109].
- Суворов, Александр Аркадьевич, граф, светлейший князь — эстандарт-юнкер лейб-гвардии Конного полка, член Петербургского филиала Южного общества и Северного общества, участник заговора декабристов в Санкт-Петербурге, но в выступлении 14 декабря не участвовал, привлекался к следствию, после предварительного допроса по высочайшему повелению прощён и освобождён[110][111].
- Толстой, Фёдор Петрович, граф — художник, медальер — надворный советник, преподаватель Академии художеств, член Союза спасения (по некоторым данным, Ордена русских рыцарей), один из руководителей петербургского Союза благоденствия, привлекался к следствию, по высочайшему повелению прощён и освобождён без последствий[56][84].
- Цебриков, Александр Романович — лейтенант Гвардейского экипажа, участник выступления 14 декабря, привлекался к следствию, по высочайшему повелению освобождён от наказания и возвращён на службу[112][97].
- Шипов, Иван Павлович — полковник лейб-гвардии Преображенского полка, член Союза спасения, Союза благоденствия и Северного общества (в первые годы его существования), привлекался к следствию, по высочайшему повелению прощён и освобождён без последствий[113][114].

- Л. П. Витгенштейн
- В. Д. Вольховский
- А. И. Гагарин
- Ф. Ф. Гагарин
- М. Ф. Голицын
- И. А. Долгоруков
- П. И. Колошин
- П. П. Лопухин
- А. Ф. Моллер
- М. Н. Муравьёв
- А. А. Суворов
- Ф. П. Толстой
- А. Р. Цебриков
- И. П. Шипов

### Освобождённые от наказания после заочного расследования («Оставленные без внимания»)
- Авенариус, Александр Андреевич — полковник, командир 41-го егерского полка, член Союза спасения (филиал в Митаве)[115].
- Акинфов, Фёдор Владимирович — генерал-майор, командир 1-й бригады 2-й драгунской дивизии, член Военного общества и предположительно Союза благоденствия[116].
- Астафьев, Александр Филиппович — полковник, командир Екатеринбургского пехотного полка, член Союза благоденствия[15].
- Базин, Иван Алексеевич — подпоручик лейб-гвардии Финляндского полка, участник заговора декабристов в Санкт-Петербурге, в выступлении 14 декабря не участвовал[117][118].
- Бакунин, Василий Михайлович — полковник Рижского драгунского полка, член Союза благоденствия[117].
- Башуцкий, Александр Данилович — чиновник особых поручений при министре юстиции, член Союза благоденствия[119].
- Бегичев, Степан Никитич — полковник в отставке, член Союза спасения (?), Военного общества и Союза благоденствия[120].
- Бибиков, Илья Гаврилович — полковник лейб-гвардии 1-й артиллерийской бригады, адъютант великого князя Михаила Павловича, член Союза спасения, Военного общества и Союза благоденствия[121][122].
- Богородицкий, Осип Пантелеевич — доктор медицины, профессор Харьковского университета, член Союза благоденствия[123].
- Воейков, Александр Фёдорович — литератор, издатель, член Союза благоденствия[124].
- Воронец, Яков Владимирович — офицер 5-го карабинерного полка, член Союза благоденствия[125].
- Глинка, Владимир Андреевич — полковник артиллерии, начальник артиллерии 4-го резервного кавалерийского корпуса, член Союза благоденствия[126].
- Годейн, Николай Петрович — полковник лейб-гвардии Измайловского полка, флигель-адъютант, член Союза благоденствия[127].
- Гольтгоер, Александр Фёдорович — прапорщик лейб-гвардии Финляндского полка, участник заговора декабристов в Санкт-Петербурге, в выступлении 14 декабря не участвовал[128][118].
- Гурко, Владимир Иосифович — полковник, начальник штаба 5-го пехотного корпуса, член Военного общества и предположительно Союза благоденствия[129].
- Дмитриев-Мамонов, Матвей Александрович, граф — генерал-майор в отставке, один из основателей Ордена русских рыцарей, член Союза благоденствия[130].
- Кавелин, Александр Александрович — полковник лейб-гвардии Измайловского полка, флигель-адъютант, член Военного общества и Союза благоденствия[131][132].
- Каверин, Пётр Павлович — отставной подполковник Павлоградского гусарского полка, член Союза благоденствия[131].
- Капнист, Семён Васильевич — чиновник по особым поручениям при Новороссийском генерал-губернаторе, член Союза благоденствия[133].
- Катенин, Павел Александрович — отставной полковник лейб-гвардии Преображенского полка, член Союза спасения и Военного общества, предположительно Союза благоденствия[134].
- Кошкуль, Пётр Иванович — полковник, командир лейб-гвардии Кирасирского полка, член Союза благоденствия[135].
- Миркович, Александр Яковлевич — Отставной полковник лейб-гвардии Конного полка, член Союза благоденствия[136][137].
- Насакин, Яков Густавович — подпоручик лейб-гвардии Финляндского полка, участник заговора декабристов в Санкт-Петербурге, во время выступления 14 декабря возглавляемый им караул стоял на Сенатской площади и находился в контакте с восставшими частями[138][118].
- Оленин, Алексей Алексеевич — штабс-капитан гвардии Генштаба, член Союза благоденствия[139].
- Перовский, Василий Алексеевич — полковник лейб-гвардии Измайловского полка, флигель-адъютант, член Военного общества и Союза благоденствия[140][141].
- Перовский, Лев Алексеевич — действительный статский советник, чиновник Коллегии иностранных дел, камергер, член Союза спасения, Военного общества и Союза благоденствия[142][143].
- Пестель, Владимир Иванович (брат П. И. Пестеля) — полковник Кавалергардского полка, член Союза спасения и предположительно Союза благоденствия[144].
- Пущин, Павел Сергеевич — отставной генерал-майор, член Союза благоденствия (Кишинёвская управа)[145].
- Раич, Семён Егорович — литератор, член Союза благоденствия[146].
- Римский-Корсаков, Григорий Александрович — отставной полковник лейб-гвардии Московского полка, член Союза благоденствия[147].
- Ростовцев, Яков Иванович — подпоручик лейб-гвардии Егерского полка, старший адъютант дежурства гвардейской пехоты, член Северного общества, участник заговора декабристов в Санкт-Петербурге[148].
- Семёнов, Пётр Николаевич — отставной капитан лейб-гвардии Измайловского полка, член Союза благоденствия[108].
- Скалон, Александр Антонович — штабс-капитан гвардии Генштаба, член Союза благоденствия[149].
- Тимченко-Рубан, Иодор Матвеевич — подполковник, командир 4-го морского полка, член Союза спасения (филиал в Митаве)[150].
- Трубецкой, Пётр Петрович (брат С. П. Трубецкого) — статский советник, начальник Одесского таможенного округа, член Союза благоденствия[151].
- Фридрикс, Александр Иванович, барон — полковник Кинбурнского драгунского полка, член Союза благоденствия, к следствию не привлекался[152].
- Хавский, Пётр Васильевич — редактор Комиссии составления законов, член Союза благоденствия[153].
- Хвощинский, Павел Кесаревич — полковник лейб-гвардии Московского полка, член Союза благоденствия[154].
- Чаадаев, Пётр Яковлевич — отставной ротмистр лейб-гвардии Гусарского полка, член Союза благоденствия, знал о существовании Северного общества[155], привлекался к следствию.
- Челищев, Александр Александрович — майор 16-го егерского полка, член Союза благоденствия[155].
- Шереметев, Алексей Васильевич — поручик лейб-гвардии Драгунского полка, адъютант командира 5-го пехотного корпуса (П. А. Толстого), член Союза благоденствия, знал о существовании Северного и Южного обществ, участник заговора декабристов в Москве (декабрь 1825)[156].
- Шипов, Сергей Павлович — генерал-майор, командир лейб-гвардии Семёновского полка, член Союза спасения и Союза благоденствия[157].
- Юрьев, Александр Николаевич — отставной подполковник квартирмейстерской части, член Союза благоденствия[158].

- Ф. В. Акинфов
- И. А. Базин
- С. Н. Бегичев
- И. Г. Бибиков
- А. Ф. Воейков
- В. А. Глинка
- В. И. Гурко
- М. А. Дмитриев-Мамонов
- А. А. Кавелин
- П. П. Каверин
- П. А. Катенин
- П. И. Кошкуль
- Я. Г. Насакин
- А. А. Оленин
- П. А. Перовский
- Л. А. Перовский
- В. И. Пестель
- П. С. Пущин
- С. Е. Раич
- Я. И. Ростовцев
- П. П. Трубецкой
- П. Н. Семёнов
- П. В. Хавский
- П. С. Хвощинский
- П. А. Чаадаев
- А. В. Шереметев
- С. П. Шипов

### Признанные невиновными
- Алексеев, Дмитрий Ларионович — статский советник, Екатеринославский губернский предводитель дворянства, привлечён к следствию по подозрению в участии в тайных обществах, по результатам расследования признан непричастным к делу, по высочайшему повелению освобождён с оправдательным аттестатом[159].
- Алексеев, Степан Ларионович — отставной коллежский советник, привлечён к следствию по подозрению в участии в тайных обществах, по результатам расследования оправдан, по высочайшему повелению освобождён с оправдательным аттестатом[159].
- Андреевич, Гордей Максимович — подпоручик 8-й артиллерийской бригады, привлечён к следствию в связи с показаниями о принадлежности к Обществу Соединённых славян, по итогам следствия признан невиновным, освобождён с оправдательным аттестатом[160].
- Арнольди, Иван Карлович — генерал-майор, был знаком с участниками кружка морских офицеров-вольнодумцев А. П. Арбузова и А. П. и П. П. Беляевых[161].
- Арсеньев, Иван Алексеевич — подполковник Ахтырского гусарского полка, привлечён к следствию в связи с показаниями о принадлежности к Южному обществу, по результатам расследования оправдан, по высочайшему повелению освобождён с оправдательным аттестатом[162][15][163].
- Баратаев, Михаил Петрович, князь — отставной штабс-ротмистр, симбирский губернский предводитель дворянства, привлечён к следствию по подозрению в участии в тайных обществах, по результатам расследования оправдан, по высочайшему повелению освобождён с оправдательным аттестатом[164].
- Белосельский-Белозерский, Эспер Александрович, князь — поручик лейб-гвардии Гусарского полка, предлагалось вступить в Северное общество, но он отказался, признан непричастным[165].
- Борецкий (Пустошкин), Иван Петрович — актёр Санкт-Петербургской театральной дирекции, привлечён к следствию по подозрению в участии в заговоре 14 декабря и оказании помощи заговорщикам, после предварительного допроса освобождён[166].
- Булгари, Яков Николаевич, граф — отставной действительный статский советник, участник тайных обществ греческих патриотов в России «Филики Этерия», подозревался в организации тайных политических обществ (в том числе в Харькове), привлекался к следствию, по результатам расследования оправдан, освобождён с оправдательным аттестатом[167].
- Воейков, Николай Павлович — штабс-капитан лейб-гвардии Московского полка, адъютант главнокомандующего Отдельным Кавказским корпусом (А. П. Ермолова), член Союза благоденствия и Северного общества, участник предполагаемого Кавказского тайного общества, привлекался к следствию, по результатам расследования оправдан, по высочайшему повелению освобождён с оправдательным аттестатом[168][169][170].
- Голицын, Александр Михайлович, князь — подпоручик лейб-гвардии 1-й артиллерийской бригады, привлечён к следствию в связи с показаниями о принадлежности к Северному обществу, по результатам следствия признан невиновным, по высочайшему повелению освобождён[171][172][173].
- Граве, Владислав Христианович — поручик лейб-гвардии Преображенского полка, знал о существовании Южного общества, на предложение стать его членом ответил отказом, в результате расследования оправдан[174].
- Грибоедов, Александр Сергеевич — коллежский асессор, чиновник канцелярии главнокомандующего Отдельным Кавказским корпусом (А. П. Ермолова) «по дипломатической части», привлечён к следствию в связи с несколькими показаниями о принадлежности к Северному обществу, по результатам расследования признан непричастным, по высочайшему повелению освобождён с оправдательным аттестатом[175][176][177].
- Дубельт, Леонтий Васильевич — подполковник, командир Старооскольского пехотного полка, подозревался в принадлежности к тайным обществам, следствием установлено, что их членом не был[178].
- Жандр, Андрей Андреевич — надворный советник, правитель канцелярии Военно-счётной экспедиции, привлечен к следствию по подозрению в участии в заговоре 14 декабря и оказании помощи заговорщикам, после кратковременного расследования освобождён[179].
- Зубков, Василий Петрович — титулярный советник, советник Московской палаты гражданского суда, привлечён к следствию в связи с показаниями о членстве в Северном обществе, по результатам расследования признан невиновным, по высочайшему повелению освобождён с оправдательным аттестатом[180][181][182].
- Зубов, Николай Дмитриевич, граф — поручик лейб-гвардии Преображенского полка, следствием установлено, что членом тайных обществ не был, но знал о их существовании, следственный комитет оставил это без внимания[183].
- Илинский, Ян Станислав, граф — композитор, первоначально взят под надзор, следствие собирало о нём сведения в связи с показаниями о членстве его в Обществе соединённых славян, по результатам расследования оправдан[184][185].
- Комар, Тит Владиславович — корнет 3-го Украинского уланского полка, подозревался в принадлежности к тайным обществам, привлекался к следствию, по результатам расследования оправдан, освобождён с оправдательным аттестатом[186].
- Кочубей, Семён Михайлович — действительный статский советник, привлечён к следствию по подозрению в участии в тайных обществах, по результатам расследования оправдан, по высочайшему повелению освобождён с оправдательным аттестатом[187].
- Креницын, Александр Николаевич — прапорщик 18-го егерского полка, подозревался в принадлежности к Южному обществу, признан непричастным к делу, к главному петербургскому следствию не привлекался[188].
- Криднер, Пётр Антонович — подполковник, командир Ревельского пехотного полка, по показаниям М. И. Муравьёва-Апостола, член Южного общества, по показаниям М. П. Бестужева-Рюмина, ему предлагалось вступить в тайное общество, но он отказался, по результатам расследования оправдан, первоначально установленный надзор был снят[189].
- Крюков, Николай Павлович — штабс-капитан квартирмейстерской части, привлечён к следствию в связи с показаниями о принадлежности к Северному обществу, по результатам расследования признан непричастным, по высочайшему повелению освобождён с оправдательным аттестатом[190][191][192].
- Левенталь, Фёдор Карлович — подполковник, командир Низовского пехотного полка, привлечён к следствию в связи с показаниями о принадлежности к Южному обществу, по результатам следствия признан невиновным, по высочайшему повелению освобождён с оправдательным аттестатом[193][194][195].
- Левенштерн, Иван Иванович — подполковник Белорусского гусарского полка, привлечён к следствию в связи с показаниями о принадлежности к Южному обществу, по итогам следствия признан непричастным к делу[196][197].
- Ливен, Андрей Карлович, светлейший князь — поручик лейб-гвардии Конного полка, привлечён к следствию в связи с показаниями о принадлежности к Северному обществу, признан непричастным к делу и освобождён[198][96][199].
- Липранди, Иван Петрович — подполковник квартирмейстерской части, член Союза благоденствия, привлечён к следствию в связи с показаниями о принадлежности к тайным обществам, по итогам расследования признан непричастным к делу, по высочайшему повелению освобождён с оправдательным аттестатом[200][201][202].
- Лужин, Иван Дмитриевич — корнет лейб-гвардии Конного полка, привлечён к следствию в связи с показаниями о принадлежности к Петербургской ячейке Южного общества, признан непричастным к делу и освобождён[203][204].
- Львов, Илья Фёдорович — поручик лейб-гвардии Измайловского полка, по показаниям Е. П. Оболенского, член Северного общества и участник заговора декабристов в Санкт-Петербурге, привлекался к следствию, по результатам расследования оправдан и освобождён с оправдательным аттестатом[205][206].
- Менгден, Михаил Александрович — генерал-майор, состоящий при начальнике 2-й пехотной дивизии, подозревался в принадлежности к Южному обществу, по результатам расследования признан невиновным[207][208][209].
- Неелов, Александр Дмитриевич — полковник лейб-гвардии Московского полка, подозревался в принадлежности к заговору декабристов в Петербурге, признан непричастным к делу[210][211].
- Очкин, Амплий Николаевич — титулярный советник, чиновник департамента государственного казначейства министерства финансов, привлечён к следствию по подозрению в участии в заговоре 14 декабря (в силу дружеских связей с декабристами), после предварительного допроса освобождён[212].
- Раевский, Александр Николаевич — отставной полковник, подозревался в принадлежности к Южному обществу, по результатам расследования оправдан, по высочайшему повелению освобождён с оправдательным аттестатом[213].
- Раевский, Николай Николаевич (Младший) — полковник Харьковского драгунского полка, подозревался в принадлежности к Южному обществу, по результатам расследования оправдан, по высочайшему повелению освобождён с оправдательным аттестатом[213].
- Ренненкампф, Павел Яковлевич — полковник квартирмейстерской части, обер-квартирмейстер 4-го пехотного корпуса, привлечён к следствию в 1-й армии в связи с показаниями об участии в тайном обществе и заговоре декабристов на юге, по итогам следствия признан невиновным и освобождён[214][215][216].
- Скарятин, Григорий Яковлевич (брат Ф. Я. Скарятина) — фанен-юнкер Нарвского драгунского полка, привлечён к следствию по подозрению в участии в Южном обществе в силу родственных связей с заговорщиками, после кратковременного расследования оправдан и освобождён[217].
- Сомов, Орест Михайлович — столоначальник канцелярии Российско-американской компании, писатель, подозревался в принадлежности к тайному обществу и заговору декабристов в Санкт-Петербурге, привлекался к следствию, оправдан и освобождён с оправдательным аттестатом[218].
- Цявловский, Даниил Иванович — поручик Полтавского пехотного полка, привлечён к следствию в 1-й армии в связи с показаниями о принадлежности к тайному обществу, по результатам расследования оправдан и освобождён[219][220].
- Черкасов, Пётр Иванович, барон — поручик, адъютант генерал-адъютанта Н. М. Бороздина, привлечён к следствию по подозрению в участии в Южном обществе в силу родственных связей с заговорщиками, признан непричастным к делу о тайных обществах и по высочайшему повелению освобождён с оправдательным аттестатом[221].
- Ширман, Вильгельм Карлович — полковник, командир Муромского пехотного полка, привлечён к следствию в связи с показаниями о принадлежности к Южному обществу, по результатам следствия признан невиновным, по высочайшему повелению освобождён с оправдательным аттестатом[193][157][195].
- Ширмо-Щербинский, Фёдор Осипович — капитан 17-го егерского полка, привлечён к следствию в 1-й армии в связи с показаниями о дружеских отношениях с членами тайного общества, по собранным показаниям его участие в декабристской организации не подтвердилось, признан непричастным и освобождён[222].
- Шишков, Александр Ардалионович — капитан Одесского пехотного полка, старший адъютант командира 7-го пехотного корпуса (А. Я. Рудзевича), привлечён к следствию по подозрению в участии в Южном обществе, по результатам расследования признан непричастным к делу, по высочайшему повелению освобождён с оправдательным аттестатом[223].
- Щербатов, Фёдор Александрович, князь — поручик лейб-гвардии Кавалергардского полка, предлагалось вступить в Северное общество, знал о существовании тайных обществ, но членом их не был, признан непричастным к делу[224].
- Эйзен-фон-Шварценберг, Карл Фёдорович — подполковник 4-й артиллерийской бригады, состоящий при Киевском арсенале, привлечён к следствию в 1-й армии по подозрению в участии в тайных обществах и связях с членом Общества соединённых славян Я. М. Андреевичем, по итогам расследования оправдан и освобождён[225].
- Энгельгардт, Сергей Петрович — отставной офицер Литовского корпуса, смоленский помещик, П. Г. Каховский показал, что жил у С. П. Энгельгардта, но что о тайном обществе он ничего не знал, следственный комитет оставил это без внимания[226].

- И. К. Арнольди
- М. П. Баратаев
- Э. А. Белосельский-Белозерский
- А. С. Грибоедов
- Л. В. Дубельт
- А. А. Жандр
- В. П. Зубков
- Н. Д. Зубков
- А. Н. Креницын
- И. И. Левенштерн
- И. П. Липранди
- И. Д. Лужин
- М. А. Менгден
- А. Н. Раевский
- Н. Н. Раевский
- П. Я. Ренненкампф
- Г. Я. Скарятин
- Ф. А. Щербатов
- К. Ф. Эйзен-фон-Шварценберг
- С. П. Энгельгардт

### Умершие до суда
- Бистром, Фёдор Антонович — полковник, генерал-гевальдигер 2-й армии, член Союза благоденствия, умер в 1820 году[227].
- Богданович, Иван Иванович — капитан лейб-гвардии Измайловского полка, член Союза благоденствия (1818—1819) и Северного общества, покончил жизнь самоубийством вечером 14 декабря или в ночь на 15 декабря 1825 года[228].
- Булатов, Александр Михайлович — полковник, командир 12-го егерского полка, член Северного общества (1825), избран помощником диктатора князя С. П. Трубецкого, явился с повинной, покончил жизнь самоубийством в заключении во время следствия[229].
- Канчиялов, Георгий Александрович — полковник, командир Харьковского драгунского полка, член Южного общества, арестован и умер в заключении во время следствия[230].
- Кузьмин, Анастасий Дмитриевич➤
- Муравьёв-Апостол, Ипполит Иванович➤
- Новиков Михаил Николаевич — отставной надворный советник, один из инициаторов и основателей в России тайного общества, член Ордена русских рыцарей и Союза спасения (1816), один из руководителей Союза благоденствия (в 1818—1819), умер в 1824 году[231].
- Охотников, Константин Алексеевич — отставной майор 32-го егерского полка, бывший старший адъютант начальника 16-й пехотной дивизии (М. Ф. Орлова), член Союза благоденствия (1820), участник Московского съезда (1821), активный член Кишинёвской управы тайного общества, умер в 1824 году[232].
- Пассек, Пётр Петрович — отставной генерал-майор, член Союза благоденствия, умер в апреле 1825 года[45].
- Петрулин, Яков Васильевич — полковник, командир Ольвиопольского гусарского полка, член Союза спасения (с 1817 г., филиал в Митаве)[233][234][235], убит на дуэли в 1818 году[236].
- Черевин, Павел Дмитриевич — подпоручик квартирмейстерской части, писатель[237], член Союза благоденствия и Северного общества, умер в 1824 году[155].
- Чернов, Константин Пахомович (родственник К. Ф. Рылеева) — подпоручик лейб-гвардии Семёновского полка, член Северного общества[238], смертельно ранен на дуэли[239].
- Щепилло, Михаил Алексеевич➤

- Ф. А. Бистром
- А. М. Булатов
- П. П. Пассек
- Я. В. Петрулин

### Не обратившие на себя внимания следствия и оставшиеся правительству неизвестными
- Альбицкий, Дмитрий Игнатьевич — коллежский асессор, старший учитель тульской губернской гимназии, по собственному признанию, член Союза благоденствия, к следствию не привлекался и наказания не понёс.
- Багговут, Александр Фёдорович — прапорщик лейб-гвардии Московского полка, участник заговора декабристов в Петербурге, 14 декабря отказывался принимать присягу Николаю I, к следствию не привлекался и наказания не понёс[240].
- Балкашин, Павел Дмитриевич — лейтенант Гвардейского экипажа[241], участвовал в восстании 14 декабря, но к следствию не привлекался и наказания не понёс[242].
- Баранцев, Алкександр Анисимович — лейтенант Гвардейского экипажа, участвовал в восстании 14 декабря, но к следствию не привлекался и наказания не понёс.
- Башмаков, Дмитрий Евлампиевич (двоюродный брат Ф. М. Башмакова[243]) — отставной полковник Кавалергардского полка, действительный статский советник, член Союза благоденствия[244], к следствию не привлекался и наказания не понёс[245].
- Бутурлин, Дмитрий Петрович — генерал-майор, военный историк, член Ордена русских рыцарей[246] и, возможно, Союза благоденствия[247], к следствию не привлекался и наказания не понёс.
- Горчаков, Михаил Дмитриевич, князь — генерал-майор, начальник штаба 3-го пехотного корпуса, член тайного общества (вероятнее всего, Союза благоденствия), к следствию не привлекался и наказания не понёс[248].
- Градовский, Дмитрий Дмитриевич — штабс-ротмистр, старший адъютант Екатеринославского кирасирского полка 2-й кирасирской дивизии, член Союза благоденствия (принят в Москве в 1819), в связи с признанием к следствию не привлекался, находился под секретным надзором[249].
- Кротов, Василий Андреевич — мичман, участник кружка морских офицеров-вольнодумцев[250], к следствию не привлекался и наказания не понёс.
- Ланской, Сергей Степанович — действительный статский советник, директор Комиссии погашения долгов, член Союза благоденствия (1818—1819), к следствию не привлекался[251].
- Литке, Фёдор Петрович — капитан-лейтенант, член тайного общества (предположительно, Союза благоденствия[252]), к следствию не привлекался и наказания не понёс[249].
- Матюшкин, Фёдор Фёдорович — лейтенант, член Северного общества (морская управа), к следствию не привлекался и наказания не понёс, но Следственный комитет собирал о нём сведения[253].
- Меншиков, Александр Сергеевич, князь — отставной генерал-майор, генерал-адъютант, член Ордена русских рыцарей, к следствию не привлекался и наказания не понёс[246].
- Муравьёв, Николай Николаевич — полковник, командир 7-го карабинерного полка, организатор Священной артели, член тайного общества (вероятнее всего, Союза благоденствия), к следствию не привлекался и наказания не понёс[249].
- Муромцов, Матвей Матвеевич — отставной полковник, статский советник, тамбовский вице-губернатор, участвовал в собраниях членов тайного общества в Москве (август 1822), предположительно участник Союза благоденствия (1818—1821), к следствию не привлекался и наказания не понёс[254].
- Набоков, Пётр Александрович — полковник, командир Кременчугского пехотного полка, предположительно участник Союза благоденствия (1818—1819, управа в лейб-гвардии Семёновском полку), принадлежал к Южному обществу (Васильковская управа), или знал о его существовании и политических целях, участник заговора декабристов в частях 1-й армии (Киевская губерния), штаб Кременчугского пехотного полка (в Брусилове) был избран С. И. Муравьевым-Апостолом в качестве «сборного пункта» для восставших частей, в выступлении Черниговского полка участия не принял, привлекался к следствию в 1-й армии, признан непричастным и оправдан, к главному петербургскому следствию не привлекался и наказания не понёс[255].
- Нечаев, Степан Дмитриевич — чиновник по особым поручениям при московском генерал-губернаторе, поэт, писатель, историк и археолог, член Союза благоденствия (1818—1820), организатор управы тайного общества в Туле, возможно знал о существовании и целях Северного общества, к следствию не привлекался и наказания не понёс[256].
- Новицкий, Георгий Васильевич — подпоручик, адъютант начальника штаба 1-й армии генерал-лейтенанта К. Ф. Толя, член Южного общества (август- сентябрь 1825, Васильковская управа), участник собраний членов тайного общества в Лещинском лагере, к следствию не привлекался и наказания не понёс.
- Обручев, Владимир Афанасьевич — генерал-майор, начальник штаба 2-го пехотного корпуса, член тайного общества (вероятно, Союза благоденствия), к следствию не привлекался и наказания не понёс[235].
- Панютин, Фёдор Сергеевич — полковник Севского пехотного полка, член тайного общества (вероятно, Союза благоденствия, управа в лейб-гвардии Семёновском полку), состоял в Южном обществе[257] (1825, Васильковская управа), предположительно, участник заговора декабристов в частях 1-й армии, в выступлении Черниговского полка участия не принимал, к следствию не привлекался и наказания не понёс.
- Полторацкий, Константин Маркович — генерал-майор, член Союза благоденствия (1818—1819)[244], к следствию не привлекался и наказания не понёс.
- Пущин, Андрей Павлович — штабс-капитан Лейб-гвардии Гренадерского полка, участвовал в восстании 14 декабря, но к следствию не привлекался и наказания не понёс.
- Реад, Евгений Андреевич — офицер лейб-гвардии Гусарского полка, член Союза благоденствия, к следствию не привлекался и наказания не понёс[258].
- Реад, Николай Андреевич — полковник, командир Ольвиопольского гусарского полка, член одного из тайных обществ (вероятнее всего, член Союза благоденствия), но деятельного участия в нём не принимал[259], к следствию не привлекался и наказания не понёс.
- Христиани, Василий Христианович — подполковник, инспектор Училища колонновожатых, член Союза благоденствия (1818 или 1819, Московская управа)[260], к следствию не привлекался и наказания не понёс[261].

- А. Ф. Багговут
- Д. Е. Башмаков
- Д. П. Бутурлин
- М. Д. Горчаков
- Д. Д. Градовский
- С. С. Ланской
- Ф. П. Литке
- Ф. Ф. Матюшкин
- А. С. Меншиков
- Н. Н. Муравьёв
- М. М. Муромцов
- С. Д. Нечаев
- Г. В. Новицкий
- В. А. Обручев
- Ф. С. Панютин
- К. М. Полторацкий
- Н. А. Реад
- В. Х. Христиани

### Ложный доносчик
- Завалишин, Ипполит Иринархович — юнкер, за ложный донос о Симбирском тайном обществе разжалован в рядовые и сослан на службу в Оренбург. Создал Оренбургское тайное общество, затем написал о нём командующему Оренбургским корпусом военному губернатору П. К. Эссену. Приговорён к ссылке в Сибирь на каторжную работу вечно. Вместе с ним были осуждены 3 человека в каторжную работу на разные сроки и 4 человека — в солдаты на Кавказ.

### Женщины, привлекавшиеся к следствию и суду
По делу о выступлении Литовского пионерного батальона.
- Рукевич Корнелия Ивановна (сестра М. И. Рукевича)- высочайше повелено содержать в монастыре шесть месяцев.
- Рукевич Ксаверия Ивановна (сестра предыдущей)- высочайше повелено содержать в монастыре один год.